# Ausztrália az 1996. évi nyári olimpiai játékokon
Ausztrália az egyesült államokbeli Atlantában megrendezett 1996. évi nyári olimpiai játékok egyik részt vevő nemzete volt. Az országot az olimpián 26 sportágban 417 sportoló képviselte, akik összesen 41 érmet szereztek.

## Érmesek
| Érem  | Versenyző | Sportág       | Versenyszám                    |
| ----- | --- | ------------- | ------------------------------ |
| Arany | Drew Ginn James Tomkins Nick Green Mike McKay | Evezés        | Férfi kormányos nélküli négyes |
| Arany | Megan Still Kate Slatter | Evezés        | Női kormányos nélküli kettes   |
| Arany | Nemzeti válogatott Clover Maitland Danni Roche Liane Tooth Alyson Annan Juliet Haslam Jenny Morris Louise Dobson Lisa Powell-Carruthers Karen Marsden Kate Starre Renita Farrell-Garard Jackie Pereira Nova Peris-Kneebone Rechelle Hawkes Triny Powell Shelley Andrews | Gyeplabda     | Női                            |
| Arany | Wendy Schaeffer Phillip Dutton Andrew Hoy Gillian Rolton | Lovaglás      | Csapat lovastusa               |
| Arany | Michael Diamond | Sportlövészet | Férfi trap                     |
| Arany | Russell Mark | Sportlövészet | Férfi dupla trap               |
| Arany | Todd Woodbridge Mark Woodforde | Tenisz        | Férfi páros                    |
| Arany | Kieren Perkins | Úszás         | Férfi 1500 m gyors             |
| Arany | Susie O’Neill | Úszás         | Női 200 m pillangó             |
| Ezüst | Cathy Freeman | Atlétika      | Női 400 m                      |
| Ezüst | Louise McPaul-Currey | Atlétika      | Női gerelyhajítás              |
| Ezüst | David Weightman Robert Scott | Evezés        | Férfi kormányos nélküli kettes |
| Ezüst | Michelle Ferris | Kerékpározás  | Női egyéni sprint              |
| Ezüst | Daniel Kowalski | Úszás         | Férfi 1500 m gyors             |
| Ezüst | Scott Miller | Úszás         | Férfi 100 m pillangó           |
| Ezüst | Petria Thomas | Úszás         | Női 200 m pillangó             |
| Ezüst | Nicole Livingstone-Stevenson Samantha Riley Susie O’Neill Sarah Ryan Helen Denman Angela Kennedy | Úszás         | Női 4 × 100 m vegyes váltó     |
| Ezüst | Mitch Booth Andrew Landenberger | Vitorlázás    | Tornádó                        |
| Bronz | Janusz Hooker Duncan Free Ron Snook Bo Hanson | Evezés        | Férfi négypárevezős            |
| Bronz | Anthony Edwards Bruce Hick | Evezés        | Férfi könnyűsúlyú kétpárevezős |
| Bronz | Rebecca Joyce Virginia Lee | Evezés        | Női könnyűsúlyú kétpárevezős   |
| Bronz | Nemzeti válogatott Mark Hager Stephen Davies Baeden Choppy Lachlan Elmer Stuart Carruthers Grant Smith Damon Diletti Lachlan Dreher Brendan Garard Paul Gaudoin Paul Lewis Matthew Smith Jay Stacy Daniel Sproule Ken Wark Michael York                                 | Gyeplabda     | Férfi                          |
| Bronz | Clint Robinson | Kajak-kenu    | Férfi kajak egyes 1000 m       |
| Bronz | Danny Collins Andrew Trim | Kajak-kenu    | Férfi kajak kettes 500 m       |
| Bronz | Katrin Borchert Anna Cox-Wood | Kajak-kenu    | Női kajak kettes 500 m         |
| Bronz | Brad McGee | Kerékpározás  | Férfi egyéni üldözőverseny     |
| Bronz | Brett Aitken Brad McGee Stuart O'Grady Timothy O'Shannessey Dean Woods | Kerékpározás  | Férfi csapat üldözőverseny     |
| Bronz | Stuart O'Grady | Kerékpározás  | Férfi pontverseny              |
| Bronz | Lucy Tyler-Sharman | Kerékpározás  | Női pontverseny                |
| Bronz | Nemzeti válogatott Carla Boyd Michelle Brogan-Griffiths Sandy Brondello Michelle Chandler Allison Cook-Tranquilli Trish Fallon Robyn Maher Fiona Robinson-Hannan Shelley Gorman-Sandie Rachael Sporn Michele Timms Jenny Whittle                                        | Kosárlabda    | Női                            |
| Bronz | Natalie Cook Kerri Pottharst | Röplabda      | Női strandröplabda             |
| Bronz | Nemzeti válogatott Jo Brown Kim Cooper Carolyn Crudgington Kerry Dienelt Peta Edebone Tanya Harding Jenny Holliday Joyce Lester Sally McDermid-McCreedy Francine McRae Haylea Petrie Nicole Richardson Melanie Roche Natalie Ward Brooke Wilkins                        | Softball      | Női                            |
| Bronz | Deserie Huddleston-Wakefield-Baynes | Sportlövészet | Női dupla trap                 |
| Bronz | Stefan Botev | Súlyemelés    | +108 kg                        |
| Bronz | Daniel Kowalski | Úszás         | Férfi 200 m gyors              |
| Bronz | Daniel Kowalski | Úszás         | Férfi 400 m gyors              |
| Bronz | Scott Goodman | Úszás         | Férfi 200 m pillangó           |
| Bronz | Steven Dewick Phil Rogers Scott Miller Michael Klim Toby Haenen | Úszás         | Férfi 4 × 100 m vegyes váltó   |
| Bronz | Samantha Riley | Úszás         | Női 100 m mell                 |
| Bronz | Julia Greville Nicole Livingstone-Stevenson Emma Johnson Susie O'Neill Lisa Mackie | Úszás         | Női 4 × 200 m gyorsváltó       |
| Bronz | Colin Beashel David Giles | Vitorlázás    | Csillaghajó                    |

## Asztalitenisz
Férfi
| Versenyző                | Versenyszám | Csoportkör | Csoportkör | Nyolcaddöntő      | Negyeddöntő       | Elődöntő          | Döntő             | Helyezés |
| Versenyző                | Versenyszám | Ellenfél Eredmény | Hely.      | Ellenfél Eredmény | Ellenfél Eredmény | Ellenfél Eredmény | Ellenfél Eredmény | Helyezés |
| ------------------------ | ----------- | --- | ---------- | ----------------- | ----------------- | ----------------- | ----------------- | -------- |
| Mark Smythe              | Egyes       | F csoport · Liu Guoliang (CHN) · 0:2 · Slobodan Grujić (SCG) · 1:2 · Philippe Saive (BEL) · 0:2                                                                          | 4.         | kiesett           | kiesett           | kiesett           | kiesett           | 49.      |
| Paul Langley             | Egyes       | I csoport · Kim Thekszu (Kim Taek-su) (KOR) · 0:2 · Németh Károly (HUN) · 0:2 · Yi Ding (AUT) · 1:2                                                                      | 4.         | kiesett           | kiesett           | kiesett           | kiesett           | 49.      |
| Paul Langley Russ Lavale | Páros       | A csoport · Kína (CHN) · Lu Lin · Vang Tao (Wang Tao) · 0:2 · Ausztria (AUT) · Yi Ding · Qian-Li Qian · 0:2 · Horvátország (CRO) · Damir Atiković · Zoran Primorac · 1:2 | 4.         |                   | kiesett           | kiesett           | kiesett           | 25.      |

Női
| Versenyző                | Versenyszám | Csoportkör | Csoportkör | Nyolcaddöntő      | Negyeddöntő       | Elődöntő          | Döntő             | Helyezés |
| Versenyző                | Versenyszám | Ellenfél Eredmény | Hely.      | Ellenfél Eredmény | Ellenfél Eredmény | Ellenfél Eredmény | Ellenfél Eredmény | Helyezés |
| ------------------------ | ----------- | --- | ---------- | ----------------- | ----------------- | ----------------- | ----------------- | -------- |
| Shirley Zhou             | Egyes       | M csoport · Flyura Abbate-Bulatova (ITA) · 0:2 · Bátorfi Csilla (HUN) · 0:2 · Rossy Pratiwi Dipoyanti (INA) · 2:0                                                          | 3.         | kiesett           | kiesett           | kiesett           | kiesett           | 33.      |
| Shirley Zhou Stella Zhou | Páros       | E csoport · Tajvan (TPE) · Chen Chiu-Tan · Csen Csing · 1:2 · Magyarország (HUN) · Bátorfi Csilla · Tóth Krisztina · 0:2 · Észak-Korea (PRK) · Kim Hjangmi · Szon Mi · 1:2 | 4.         |                   | kiesett           | kiesett           | kiesett           | 25.      |

## Atlétika
Férfi
| Versenyző                                                   | Versenyszám     | Előfutam | Előfutam | Előfutam | Negyeddöntő | Negyeddöntő | Negyeddöntő | Elődöntő | Elődöntő | Elődöntő | Döntő         | Döntő         |
| Versenyző                                                   | Versenyszám     | Idő      | Hely.    | Össz.    | Idő         | Hely.       | Össz.       | Idő      | Hely.    | Össz.    | Idő           | Helyezés      |
| ----------------------------------------------------------- | --------------- | -------- | -------- | -------- | ----------- | ----------- | ----------- | -------- | -------- | -------- | ------------- | ------------- |
| Paul Henderson                                              | 100 m           | 10,52    | 5.       | 56.**    | kiesett     | kiesett     | kiesett     | kiesett  | kiesett  | kiesett  | kiesett       | kiesett       |
| Rod Mapstone                                                | 100 m           | 10,56    | 6.       | 62.*     | kiesett     | kiesett     | kiesett     | kiesett  | kiesett  | kiesett  | kiesett       | kiesett       |
| Steve Brimacombe                                            | 200 m           | 20,45    | 4.       | 7.       | 20,53       | 3.          | 12.*        | 20,38    | 5.       | 7.       | kiesett       | kiesett       |
| Dean Capobianco                                             | 200 m           | kizárták | kizárták | kizárták | kizárták    | kizárták    | kizárták    | kiesett  | kiesett  | kiesett  | kiesett       | kiesett       |
| Paul Greene                                                 | 400 m           | 46,12    | 3.       | 31.      | 46,22       | 8.          | 29.         | kiesett  | kiesett  | kiesett  | kiesett       | kiesett       |
| Michael Joubert                                             | 400 m           | 46,30    | 5.       | 35.*     | kiesett     | kiesett     | kiesett     | kiesett  | kiesett  | kiesett  | kiesett       | kiesett       |
| Mark Ladbrook                                               | 400 m           | 46,28    | 5.       | 34.      | kiesett     | kiesett     | kiesett     | kiesett  | kiesett  | kiesett  | kiesett       | kiesett       |
| Paul Byrne                                                  | 800 m           | 1:47,05  | 3.       | 20.      |             |             |             | 1:47,58  | 6.       | 16.      | kiesett       | kiesett       |
| Paul Cleary                                                 | 1500 m          | 3:52,85  | 11.      | 51.      |             |             |             | kiesett  | kiesett  | kiesett  | kiesett       | kiesett       |
| Julian Paynter                                              | 5000 m          | 14:00,25 | 11.      | 20.      |             |             |             | 14:23,60 | 12.      | 26.      | kiesett       | kiesett       |
| Shaun Creighton                                             | 5000 m          | 14:04,08 | 5.       | 25.      |             |             |             | 13:55,23 | 14.      | 14.      | kiesett       | kiesett       |
| Shaun Creighton                                             | 10 000 m        | 28:44,29 | 13.      | 25.      |             |             |             |          |          |          | kiesett       | kiesett       |
| Steve Moneghetti                                            | Maraton         |          |          |          |             |             |             |          |          |          | 2:14:35       | 7.            |
| Rod de Highden                                              | Maraton         |          |          |          |             |             |             |          |          |          | 2:17:42       | 23.           |
| Sean Quilty                                                 | Maraton         |          |          |          |             |             |             |          |          |          | 2:19:35       | 34.           |
| Kyle Vander-Kuyp                                            | 110 m gát       | 13,32    | 1.       | 1.       | 13,49       | 3.          | 11.         | 13,38    | 4.       | 8.       | 13,40         | 7.            |
| Rohan Robinson                                              | 400 m gát       | 48,89    | 2.       | 8.       |             |             |             | 48,28    | 4.       | 4.**     | 48,30         | 5.            |
| Simon Hollingsworth                                         | 400 m gát       | 52,16    | 8.       | 50.      |             |             |             | kiesett  | kiesett  | kiesett  | kiesett       | kiesett       |
| Chris Unthank                                               | 3000 m akadály  | 8:31,86  | 8.       | 19.      |             |             |             | 8:25,59  | 8.       | 8.       | kiesett       | kiesett       |
| Nick A’Hern                                                 | 20 km gyaloglás |          |          |          |             |             |             |          |          |          | 1:20:31       | 4.            |
| Dion Russell                                                | 20 km gyaloglás |          |          |          |             |             |             |          |          |          | 1:30:04       | 47.           |
| Duane Cousins                                               | 50 km gyaloglás |          |          |          |             |             |             |          |          |          | nem ért célba | nem ért célba |
| Simon Baker                                                 | 50 km gyaloglás |          |          |          |             |             |             |          |          |          | kizárták      | kizárták      |
| Paul Henderson Tim Jackson Steve Brimacombe Rod Mapstone    | 4 × 100 m váltó | 38,93    | 1.       | 5.       |             |             |             | kizárták | kizárták | kizárták | kiesett       | kiesett       |
| Mark Ladbrook Michael Joubert Paul Greene Cameron Mackenzie | 4 × 400 m váltó | 3:03,73  | 4.       | 12.      |             |             |             | 3:04,55  | 7.       | 12.      | kiesett       | kiesett       |

| Versenyző      | Versenyszám   | Selejtező                | Selejtező                | Döntő    | Döntő    |
| Versenyző      | Versenyszám   | Eredmény                 | Helyezés                 | Eredmény | Helyezés |
| -------------- | ------------- | ------------------------ | ------------------------ | -------- | -------- |
| Tim Forsyth    | Magasugrás    | 228 cm                   | 1.                       | 232 cm   | 7.       |
| Chris Anderson | Magasugrás    | 215 cm                   | 27.**                    | kiesett  | kiesett  |
| Jim Miller     | Rúdugrás      | 560 cm                   | 16.                      | kiesett  | kiesett  |
| Simon Arkell   | Rúdugrás      | érvényes kísérlet nélkül | érvényes kísérlet nélkül | kiesett  | kiesett  |
| Andrew Murphy  | Hármasugrás   | 16,00 m                  | 34.                      | kiesett  | kiesett  |
| Sean Carlin    | Kalapácsvetés | 73,32 m                  | 25.                      | kiesett  | kiesett  |
| Andrew Currey  | Gerelyhajítás | 77,28 m                  | 21.                      | kiesett  | kiesett  |

| Versenyző     | Versenyszám | 100 m | 100 m | Távolugrás            | Távolugrás            | Súlylökés | Súlylökés | Magasugrás | Magasugrás | 400 m      | 400 m      | 110 m gát  | 110 m gát  | Diszkoszvetés | Diszkoszvetés | Rúdugrás   | Rúdugrás   | Gerelyhajítás | Gerelyhajítás | 1500 m     | 1500 m     | Végeredmény   | Végeredmény   |
| Versenyző     | Versenyszám | Idő   | Pont  | Eredmény              | Pont                  | Eredmény  | Pont      | Eredmény   | Pont       | Idő        | Pont       | Idő        | Pont       | Eredmény      | Pont          | Eredmény   | Pont       | Eredmény      | Pont          | Idő        | Pont       | Pont          | Helyezés      |
| ------------- | ----------- | ----- | ----- | --------------------- | --------------------- | --------- | --------- | ---------- | ---------- | ---------- | ---------- | ---------- | ---------- | ------------- | ------------- | ---------- | ---------- | ------------- | ------------- | ---------- | ---------- | ------------- | ------------- |
| Scott Ferrier | Tízpróba    | 11,26 | 804   | 661 cm                | 723                   | 12,57 m   | 641       | nem indult | nem indult | nem indult | nem indult | nem indult | nem indult | nem indult    | nem indult    | nem indult | nem indult | nem indult    | nem indult    | nem indult | nem indult | nem ért célba | nem ért célba |
| Peter Winter  | Tízpróba    | 10,85 | 894   | érvényes ugrás nélkül | érvényes ugrás nélkül | 13,43 m   | 693       | nem indult | nem indult | nem indult | nem indult | nem indult | nem indult | nem indult    | nem indult    | nem indult | nem indult | nem indult    | nem indult    | nem indult | nem indult | nem ért célba | nem ért célba |

Női
| Versenyző                                                         | Versenyszám     | Előfutam | Előfutam | Előfutam | Negyeddöntő | Negyeddöntő | Negyeddöntő | Elődöntő | Elődöntő | Elődöntő | Döntő         | Döntő         |
| Versenyző                                                         | Versenyszám     | Idő      | Hely.    | Össz.    | Idő         | Hely.       | Össz.       | Idő      | Hely.    | Össz.    | Idő           | Helyezés      |
| ----------------------------------------------------------------- | --------------- | -------- | -------- | -------- | ----------- | ----------- | ----------- | -------- | -------- | -------- | ------------- | ------------- |
| Melinda Gainsford-Taylor                                          | 200 m           | 22,70    | 2.       | 7.       | 22,91       | 3.          | 15.         | 22,76    | 5.       | 10.      | kiesett       | kiesett       |
| Cathy Freeman                                                     | 200 m           | 23,25    | 3.       | 25.      | 22,74       | 4.          | 9.          | 22,78    | 6.       | 11.      | kiesett       | kiesett       |
| Cathy Freeman                                                     | 400 m           | 51,99    | 2.       | 16.*     | 50,43       | 1.          | 1.          | 50,32    | 1.       | 5.       | 48,63         |               |
| Renée Poetschka                                                   | 400 m           | 51,55    | 4.       | 5.       | 51,33       | 4.          | 14.         | 51,49    | 7.       | 15.      | kiesett       | kiesett       |
| Lee Naylor                                                        | 400 m           | 52,53    | 4.       | 28.      | 53,75       | 8.          | 32.         | kiesett  | kiesett  | kiesett  | kiesett       | kiesett       |
| Lisa Lightfoot                                                    | 800 m           | 2:02,88  | 6.       | 25.      |             |             |             | kiesett  | kiesett  | kiesett  | kiesett       | kiesett       |
| Marg Crowley                                                      | 1500 m          | 4:07,51  | 4.       | 4.*      |             |             |             | 4:06,21  | 3.       | 3.       | 4:03,79       | 5.            |
| Kate Anderson-Richardson                                          | 5000 m          | 16:17,83 | 14.      | 42.      |             |             |             |          |          |          | kiesett       | kiesett       |
| Natalie Harvey                                                    | 5000 m          | 16:06,45 | 15.      | 41.      |             |             |             |          |          |          | kiesett       | kiesett       |
| Sue Hobson                                                        | 10 000 m        | 32:25,13 | 12.      | 31.      |             |             |             |          |          |          | 32:47,71      | 17.           |
| Kylie Risk                                                        | 10 000 m        |          |          |          |             |             |             | kiesett  | kiesett  |          |               |               |
| Kerryn McCann                                                     | Maraton         |          |          |          |             |             |             |          |          |          | 2:36:41       | 28.           |
| Sue Malaxos                                                       | Maraton         |          |          |          |             |             |             |          |          |          | 2:50:46       | 57.           |
| Lisa Martin-Ondieki                                               | Maraton         |          |          |          |             |             |             |          |          |          | nem ért célba | nem ért célba |
| Kerry Saxby-Junna                                                 | 10 km gyaloglás |          |          |          |             |             |             |          |          |          | 43:59         | 12.           |
| Anne Manning                                                      | 10 km gyaloglás |          |          |          |             |             |             |          |          |          | 45:27         | 19.           |
| Jane Saville                                                      | 10 km gyaloglás |          |          |          |             |             |             |          |          |          | 45:56         | 26.           |
| Sharon Cripps Kylie Hanigan Lauren Hewitt Jodi Lambert            | 4 × 100 m váltó | 43,75    | 3.       | 7.       |             |             |             |          |          |          | 43,70         | 7.            |
| Lee Naylor Kylie Hanigan Melinda Gainsford-Taylor Renée Poetschka | 4 × 400 m váltó | 3:33,78  | 6.       | 15.      |             |             |             |          |          |          | kiesett       | kiesett       |

| Versenyző              | Versenyszám   | Selejtező                | Selejtező                | Döntő    | Döntő    |
| Versenyző              | Versenyszám   | Eredmény                 | Helyezés                 | Eredmény | Helyezés |
| ---------------------- | ------------- | ------------------------ | ------------------------ | -------- | -------- |
| Alison Inverarity      | Magasugrás    | érvényes kísérlet nélkül | érvényes kísérlet nélkül | kiesett  | kiesett  |
| Nicole Boegman-Staines | Távolugrás    | 667 cm                   | 8.                       | 673 cm   | 7.       |
| Lisa-Marie Vizaniari   | Diszkoszvetés | 63,00 m                  | 6.*                      | 62,48 m  | 8.       |
| Daniela Costian        | Diszkoszvetés | 61,66 m                  | 14.                      | kiesett  | kiesett  |
| Louise McPaul-Currey   | Gerelyhajítás | 62,32 m                  | 5.                       | 65,54 m  |          |
| Jo Stone               | Gerelyhajítás | 58,54 m                  | 16.                      | kiesett  | kiesett  |

| Versenyző     | Versenyszám | 100 m gát | 100 m gát | Magasugrás | Magasugrás | Súlylökés | Súlylökés | 200 m | 200 m | Távolugrás | Távolugrás | Gerelyhajítás | Gerelyhajítás | 800 m   | 800 m | Végeredmény | Végeredmény |
| Versenyző     | Versenyszám | Idő       | Pont      | Eredmény   | Pont       | Eredmény  | Pont      | Idő   | Pont  | Eredmény   | Pont       | Eredmény      | Pont          | Idő     | Pont  | Pont        | Helyezés    |
| ------------- | ----------- | --------- | --------- | ---------- | ---------- | --------- | --------- | ----- | ----- | ---------- | ---------- | ------------- | ------------- | ------- | ----- | ----------- | ----------- |
| Jane Jamieson | Hétpróba    | 14,57     | 899       | 180 cm     | 978        | 13,64 m   | 770       | 25,70 | 824   | 593 cm     | 828        | 44,58 m       | 755           | 2:18,60 | 843   | 5897        | 20.         |

* - egy másik versenyzővel azonos eredményt ért el

** - két másik versenyzővel azonos eredményt ért el

## Baseball
| Ausztrál férfi baseballcsapat-játékoskeret | Ausztrál férfi baseballcsapat-játékoskeret |
| --- | --- |
| - Jeff Williams - Mark Doubleday - Scott Tunkin - Michael Nakamura - Steven Hinton - Richard Vagg - Andrew Scott - Shane Tonkin - Jason Hewitt - Andrew McNally | - Matthew Sheldon-Collins - Peter Vogler - David Hynes - Grant McDonald - Scott Dawes - Stuart Howell - Sten Lindberg - Simon Sheldon-Collins - Stuart Thompson - John Moore |

### Eredmények
Csoportkör
| Csapat           | M | Gy | V | P+ | P– | Pk  |
| ---------------- | - | -- | - | -- | -- | --- |
| Kuba             | 7 | 7  | 0 | 97 | 49 | +48 |
| Egyesült Államok | 7 | 6  | 1 | 81 | 27 | +54 |
| Japán            | 7 | 4  | 3 | 69 | 45 | +24 |
| Nicaragua        | 7 | 4  | 3 | 44 | 30 | +14 |
| Hollandia        | 7 | 2  | 5 | 32 | 76 | –44 |
| Olaszország      | 7 | 2  | 5 | 33 | 71 | –38 |
| Ausztrália       | 7 | 2  | 5 | 47 | 86 | –39 |
| Dél-Korea        | 7 | 1  | 6 | 40 | 59 | –19 |

| 1996. július 20. |  | Kuba | 19–8 | Ausztrália |  |  |
| 1996. július 20. |  |      |      |            |  |  |

| 1996. július 22. |  | Hollandia | 16–6 | Ausztrália |  |  |
| 1996. július 22. |  |           |      |            |  |  |

| 1996. július 23. |  | Ausztrália | 9–6 | Japán |  |  |
| 1996. július 23. |  |            |     |       |  |  |

| 1996. július 25. |  | Olaszország | 12–8 | Ausztrália |  |  |
| 1996. július 25. |  |             |      |            |  |  |

| 1996. július 27. |  | Ausztrália | 5–15 | Egyesült Államok |  |  |
| 1996. július 27. |  |            |      |                  |  |  |

| 1996. július 28. |  | Ausztrália | 0–10 | Nicaragua |  |  |
| 1996. július 28. |  |            |      |           |  |  |

| 1996. július 30. |  | Ausztrália | 11–8 | Dél-Korea |  |  |
| 1996. július 30. |  |            |      |           |  |  |

| Csapat     | Helyezés |
| ---------- | -------- |
| Ausztrália | 7.       |

## Birkózás
Szabadfogású
| Versenyző       | Versenyszám | 32-es főtábla                   | Nyolcaddöntő      | Negyeddöntő       | Elődöntő          | Vigaszág 2. kör                | Vigaszág 3. kör                   | Vigaszág 4. kör   | Vigaszág 5. kör   | Vigaszág 6. kör   | Bronz- mérkőzés   | Döntő             | Helyezés |
| Versenyző       | Versenyszám | Ellenfél Eredmény               | Ellenfél Eredmény | Ellenfél Eredmény | Ellenfél Eredmény | Ellenfél Eredmény              | Ellenfél Eredmény                 | Ellenfél Eredmény | Ellenfél Eredmény | Ellenfél Eredmény | Ellenfél Eredmény | Ellenfél Eredmény | Helyezés |
| --------------- | ----------- | ------------------------------- | ----------------- | ----------------- | ----------------- | ------------------------------ | --------------------------------- | ----------------- | ----------------- | ----------------- | ----------------- | ----------------- | -------- |
| Greg Fitzgerald | 52 kg       | David Legrand (FRA) · 0–10      |                   |                   |                   | Greg Woodcroft (CAN) · 0–6     | kiesett                           | kiesett           | kiesett           | kiesett           | kiesett           |                   | 18.      |
| Cory O’Brien    | 57 kg       | Szerafim Barzakov (BUL) · 0–10  |                   |                   |                   | Alejandro Puerto (CUB) · 1–9   | kiesett                           | kiesett           | kiesett           | kiesett           | kiesett           |                   | 19.      |
| Len Zaslavsky   | 62 kg       | Giovanni Schillaci (ITA) · 0–10 |                   |                   |                   | Vath Chamroeun (CAM) · 9–0     | Ramil Islamov (UZB) · 0–10        | kiesett           | kiesett           | kiesett           | kiesett           |                   | 15.      |
| Richard Weiss   | 68 kg       | Craig Roberts (CAN) · 2–12      |                   |                   |                   | erőnyerő                       | Akbar Fallah (IRI) · 0–5          | kiesett           | kiesett           | kiesett           | kiesett           |                   | 16.      |
| Rein Ozoline    | 74 kg       | Valerij Verhusin (MKD) · 7–15   |                   |                   |                   | David Hohl (CAN) · 5–11        | kiesett                           | kiesett           | kiesett           | kiesett           | kiesett           |                   | 17.      |
| Cris Brown      | 82 kg       | Gusman Jabrailov (MDA) · 0–10   |                   |                   |                   | Plamen Penev (BUL) · 2–8       | kiesett                           | kiesett           | kiesett           | kiesett           | kiesett           |                   | 19.      |
| Bob Renney      | 90 kg       | Heiko Balz (GER) · 1–11         |                   |                   |                   | Bashir Bhola Bhala (PAK) · 3–7 | kiesett                           | kiesett           | kiesett           | kiesett           | kiesett           |                   | 18.      |
| Ben Vincent     | 100 kg      | Marek Garmulewicz (POL) · 0–11  |                   |                   |                   | erőnyerő                       | Szjarhej Kavalevszki (BLR) · 0–10 | kiesett           | kiesett           | kiesett           | kiesett           |                   | 18.      |
| Mick Pikos      | 130 kg      | Zaza Turmanidze (GEO) · 0–8     |                   |                   |                   | Pétrosz Búrndulisz (GRE) · 0–6 | kiesett                           | kiesett           | kiesett           | kiesett           | kiesett           |                   | 16.      |

## Cselgáncs
Férfi
| Versenyző       | Versenyszám | Selejtező         | 32-es főtábla                   | Nyolcaddöntő            | Negyeddöntő       | Elődöntő          | Vigaszág első kör | Vigaszág negyeddöntő | Vigaszág elődöntő | Bronz- mérkőzés   | Döntő             | Helyezés |
| Versenyző       | Versenyszám | Ellenfél Eredmény | Ellenfél Eredmény               | Ellenfél Eredmény       | Ellenfél Eredmény | Ellenfél Eredmény | Ellenfél Eredmény | Ellenfél Eredmény    | Ellenfél Eredmény | Ellenfél Eredmény | Ellenfél Eredmény | Helyezés |
| --------------- | ----------- | ----------------- | ------------------------------- | ----------------------- | ----------------- | ----------------- | ----------------- | -------------------- | ----------------- | ----------------- | ----------------- | -------- |
| Brian Power     | Légsúly     | erőnyerő          | Ricardo Acuña (MEX) · V         | kiesett                 | kiesett           | kiesett           |                   |                      |                   |                   |                   | 21.      |
| Darren Fagan    | Harmatsúly  | erőnyerő          | Israel Hernández (CUB) · V      | kiesett                 | kiesett           | kiesett           |                   |                      |                   |                   |                   | 21.      |
| Gabor Szabo     | Váltósúly   | erőnyerő          | Bronisław Wołkowicz (POL) · V   | kiesett                 | kiesett           | kiesett           |                   |                      |                   |                   |                   | 21.      |
| David Wilkinson | Középsúly   | erőnyerő          | Sergej Klischin (AUT) · GY      | Darcel Yandzi (FRA) · V | kiesett           | kiesett           |                   |                      |                   |                   |                   | 17.      |
| Miklos Szabo    | Nehézsúly   | erőnyerő          | Harálambosz Papaioánu (GRE) · V | kiesett                 | kiesett           | kiesett           |                   |                      |                   |                   |                   | 21.      |

Női
| Versenyző            | Versenyszám  | Selejtező                  | Nyolcaddöntő                   | Negyeddöntő          | Elődöntő          | Vigaszág első kör            | Vigaszág negyeddöntő     | Vigaszág elődöntő | Bronz- mérkőzés   | Döntő             | Helyezés |
| Versenyző            | Versenyszám  | Ellenfél Eredmény          | Ellenfél Eredmény              | Ellenfél Eredmény    | Ellenfél Eredmény | Ellenfél Eredmény            | Ellenfél Eredmény        | Ellenfél Eredmény | Ellenfél Eredmény | Ellenfél Eredmény | Helyezés |
| -------------------- | ------------ | -------------------------- | ------------------------------ | -------------------- | ----------------- | ---------------------------- | ------------------------ | ----------------- | ----------------- | ----------------- | -------- |
| Tina Kirkman         | Légsúly      | Yu Shu-Chen (TPE) · V      | kiesett                        | kiesett              | kiesett           |                              |                          |                   |                   |                   | 19.      |
| Cathy Grainger-Brain | Harmatsúly   | erőnyerő                   | Marie-Claire Restoux (FRA) · V |                      |                   |                              | Marisa Pedulla (USA) · V | kiesett           | kiesett           |                   | 9.       |
| Narelle Hill         | Könnyűsúly   | Isabel Fernández (ESP) · V |                                |                      |                   | Zülfiyyə Hüseynova (AZE) · V | kiesett                  | kiesett           | kiesett           |                   | 13.      |
| Lara Sullivan        | Váltósúly    | Diane Bell (GBR) · V       | kiesett                        | kiesett              | kiesett           |                              |                          |                   |                   |                   | 20.      |
| Carly Dixon          | Középsúly    | Odalis Revé (CUB) · V      | kiesett                        | kiesett              | kiesett           |                              |                          |                   |                   |                   | 18.      |
| Natalie Galea        | Félnehézsúly | erőnyerő                   | Francis Gómez (VEN) · V        | kiesett              | kiesett           |                              |                          |                   |                   |                   | 15.      |
| Heidi Burnett        | Nehézsúly    | erőnyerő                   | Colleen Rosensteel (USA) · GY  | Heba Hefny (EGY) · V | kiesett           |                              |                          |                   |                   |                   | 14.      |

## Evezés
Férfi
| Versenyző | Versenyszám                          | Előfutam | Előfutam | 1. vigaszág | 1. vigaszág | 2. vigaszág | 2. vigaszág | Elődöntő | Elődöntő | Elődöntő | Döntő | Döntő   | Döntő | Helyezés |
| Versenyző | Versenyszám                          | Idő      | Hely.    | Idő         | Hely.       | Idő         | Hely.       | Típus    | Idő      | Hely.    | Típus | Idő     | Hely. | Helyezés |
| --- | ------------------------------------ | -------- | -------- | ----------- | ----------- | ----------- | ----------- | -------- | -------- | -------- | ----- | ------- | ----- | -------- |
| David Cameron | Egypárevezős                         | 7:53,55  | 3.       | 7:49,24     | 3.          |             |             | C/D      | 7:25,38  | 1.       | C     | 7:30,55 | 1.    | 13.      |
| Peter Antonie Jason Day | Kétpárevezős                         | 6:50,15  | 3.       | 6:51,98     | 2.          |             |             | A/B      | 6:39,49  | 4.       | B     | 6:19,25 | 2.    | 8.       |
| David Weightman Robert Scott                                                                                               | Kormányos nélküli kettes             | 6:46,12  | 1.       | erőnyerő    | erőnyerő    |             |             | A/B      | 6:46,43  | 1.       | A     | 6:21,02 | 2.    |          |
| Janusz Hooker Duncan Free Ron Snook Bo Hanson                                                                              | Négypárevezős                        | 6:05,60  | 1.       | erőnyerő    | erőnyerő    |             |             | A/B      | 5:58,41  | 2.       | A     | 6:01,65 | 3.    |          |
| Drew Ginn James Tomkins Nick Green Mike McKay                                                                              | Kormányos nélküli négyes             | 6:15,05  | 1.       | erőnyerő    | erőnyerő    |             |             | A/B      | 6:09,95  | 3.       | A     | 6:06,37 | 1.    |          |
| James Stewart Geoff Stewart Rob Jahrling Nick Porzig Jaime Fernandez Ben Dodwell Robert Walker Richard Wearne Brett Hayman | Nyolcas                              | 5:46,83  | 3.       | 5:31,33     | 2.          |             |             |          |          |          | A     | 5:58,82 | 6.    | 6.       |
| Anthony Edwards Bruce Hick                                                                                                 | Könnyűsúlyú kétpárevezős             | 6:49,95  | 1.       | erőnyerő    | erőnyerő    |             |             | A/B      | 6:29,27  | 2.       | A     | 6:26,69 | 3.    |          |
| Haimish Karrasch Gary Lynagh David Belcher Simon Burgess                                                                   | Könnyűsúlyú kormányos nélküli négyes | 6:25,87  | 3.       | 6:02,04     | 2.          |             |             | A/B      | 6:15,47  | 2.       | A     | 6:18,16 | 6.    | 6.       |

Női
| Versenyző | Versenyszám              | Előfutam | Előfutam | Vigaszág | Vigaszág | Elődöntő | Elődöntő | Elődöntő | Döntő | Döntő   | Döntő | Helyezés |
| Versenyző | Versenyszám              | Idő      | Hely.    | Idő      | Hely.    | Típus    | Idő      | Hely.    | Típus | Idő     | Hely. | Helyezés |
| --- | ------------------------ | -------- | -------- | -------- | -------- | -------- | -------- | -------- | ----- | ------- | ----- | -------- |
| Marina Hatzakis Bronwyn Roye                                                                                             | Kétpárevezős             | 7:20,10  | 1.       | erőnyerő | erőnyerő | A/B      | 7:15,58  | 3.       | A     | 7:01,26 | 4.    | 4.       |
| Megan Still Kate Slatter                                                                                                 | Kormányos nélküli kettes | 7:26,92  | 1.       | erőnyerő | erőnyerő | A/B      | 7:32,47  | 2.       | A     | 7:01,39 | 1.    |          |
| Sally Newmarch Jane Robinson Marina Hatzakis Bronwyn Roye                                                                | Négypárevezős            | 6:48,58  | 4.       | 6:16,85  | 3.       |          |          |          | B     | 6:25,73 | 3.    | 9.       |
| Jennifer Luff Gina Douglas Amy Safe Anna Ozolins Karina Wieland Alison Davies Carmen Klomp Bronwyn Thompson Kaylynn Hick | Nyolcas                  | 6:35,69  | 4.       | 6:08,92  | 4.       |          |          |          | A     | 6:30,10 | 5.    | 5.       |
| Rebecca Joyce Virginia Lee                                                                                               | Könnyűsúlyú kétpárevezős | 7:33,16  | 1.       | erőnyerő | erőnyerő | A/B      | 7:17,67  | 1.       | A     | 7:16,56 | 3.    |          |

## Gyeplabda

### Férfi
| Ausztrál férfi gyeplabdacsapat-játékoskeret                                                                                      | Ausztrál férfi gyeplabdacsapat-játékoskeret                                                                         |
| --- | --- |
| - Mark Hager - Stephen Davies - Baeden Choppy - Lachlan Elmer - Stuart Carruthers - Grant Smith - Damon Diletti - Lachlan Dreher | - Brendan Garard - Paul Gaudoin - Paul Lewis - Matthew Smith - Jay Stacy - Daniel Sproule - Ken Wark - Michael York |

#### Eredmények
Csoportkör
B csoport
| Csapat                        | M | Gy | D | V | G+ | G– | Gk | P |
| ----------------------------- | - | -- | - | - | -- | -- | -- | - |
| Hollandia (NED)               | 5 | 4  | 1 | 0 | 14 | 6  | +8 | 9 |
| Ausztrália (AUS)              | 5 | 3  | 1 | 1 | 13 | 7  | +6 | 7 |
| Nagy-Britannia (GBR)          | 5 | 1  | 3 | 1 | 8  | 8  | 0  | 5 |
| Dél-Korea (KOR)               | 5 | 1  | 2 | 2 | 12 | 13 | –1 | 4 |
| Dél-afrikai Köztársaság (RSA) | 5 | 0  | 3 | 2 | 7  | 12 | –5 | 3 |
| Malajzia (MAS)                | 5 | 0  | 2 | 3 | 7  | 15 | –8 | 2 |

| 1996. július 21. 20:00 | Dél-afrikai Köztársaság (RSA) | 1–1   | Ausztrália (AUS) | Játékvezetők: Guillaume Langle (FRA), Steve Horgan (USA) |
| 1996. július 21. 20:00 | Nicol 65'                     | (0–0) | Hager 61'        | Játékvezetők: Guillaume Langle (FRA), Steve Horgan (USA) |

| 1996. július 23. 20:00 | Ausztrália (AUS)                    | 3–2   | Dél-Korea (KOR)                                                  | Játékvezetők: Eduardo Ruiz (ARG), Ray O’Connor (IRL) |
| 1996. július 23. 20:00 | Davies 6' · Gaudoin 32' · Stacy 64' | (2–2) | Pak Sinhung (Park Sin-Heung) 9' · Sin Szokkjo (Sin Seok-Gyo) 19' | Játékvezetők: Eduardo Ruiz (ARG), Ray O’Connor (IRL) |

| 1996. július 25. 20:00 | Hollandia (NED)                                      | 3–2   | Ausztrália (AUS)        | Játékvezetők: Ray O’Connor (IRL), Steve Horgan (USA) |
| 1996. július 25. 20:00 | de Nooijer 12' · Bovelander 35' · van den Honert 50' | (2–2) | Sproule 10' · Hager 18' | Játékvezetők: Ray O’Connor (IRL), Steve Horgan (USA) |

| 1996. július 27. 09:00 | Malajzia (MAS)   | 1–5   | Ausztrália (AUS)                           | Játékvezetők: Richard Wolter (GER), Patrick van Beneden (BEL) |
| 1996. július 27. 09:00 | Nasir-ud-Din 44' | (0–4) | Davies 3' · Choppy 4', 6', 10' · Lewis 37' | Játékvezetők: Richard Wolter (GER), Patrick van Beneden (BEL) |

| 1996. július 29. 09:00 | Nagy-Britannia (GBR) | 0–2   | Ausztrália (AUS)     | Játékvezetők: Richard Wolter (GER), Henrik Ehlers (DEN) |
| 1996. július 29. 09:00 |                      | (0–2) | Hager 5' · Stacy 28' | Játékvezetők: Richard Wolter (GER), Henrik Ehlers (DEN) |

Elődöntő
| 1996. július 31. 17:30 | Spanyolország (ESP)     | 2–1   | Ausztrália (AUS) | Játékvezetők: Richard Wolter (GER), Peter von Reth (NED) |
| 1996. július 31. 17:30 | Pujol 45' · Escarré 54' | (0–0) | Gaudoin 63'      | Játékvezetők: Richard Wolter (GER), Peter von Reth (NED) |

Bronzmérkőzés
| 1996. augusztus 2. 17:00 | Ausztrália (AUS)            | 3–2   | Németország (GER)         | Játékvezetők: Eduardo Ruiz (ARG), Peter von Reth (NED) |
| 1996. augusztus 2. 17:00 | Stacy 14', 63' · Choppy 69' | (1–0) | Meinhardt 40' · Domke 46' | Játékvezetők: Eduardo Ruiz (ARG), Peter von Reth (NED) |

| Csapat           | Helyezés |
| ---------------- | -------- |
| Ausztrália (AUS) |          |

### Női
| Ausztrál női gyeplabdacsapat-játékoskeret                                                                                 | Ausztrál női gyeplabdacsapat-játékoskeret                                                                                                   |
| --- | --- |
| - Clover Maitland - Danni Roche - Liane Tooth - Alyson Annan - Juliet Haslam - Jenny Morris - Louise Dobson - Lisa Powell | - Karen Marsden - Kate Starre - Renita Farrell - Jackie Pereira - Nova Peris-Kneebone - Rechelle Hawkes - Katrina Powell - Michelle Andrews |

#### Eredmények
Csoportkör
| Csapat                 | M | Gy | D | V | G+ | G– | Gk  | P  |
| ---------------------- | - | -- | - | - | -- | -- | --- | -- |
| Ausztrália (AUS)       | 7 | 6  | 1 | 0 | 24 | 4  | +20 | 13 |
| Dél-Korea (KOR)        | 7 | 4  | 2 | 1 | 18 | 9  | +9  | 10 |
| Nagy-Britannia (GBR)   | 7 | 3  | 2 | 2 | 12 | 11 | +1  | 8  |
| Hollandia (NED)        | 7 | 3  | 2 | 2 | 15 | 15 | 0   | 8  |
| Egyesült Államok (USA) | 7 | 2  | 2 | 3 | 8  | 11 | –3  | 6  |
| Németország (GER)      | 7 | 2  | 1 | 4 | 10 | 11 | –1  | 5  |
| Argentína (ARG)        | 7 | 2  | 1 | 4 | 7  | 21 | –14 | 5  |
| Spanyolország (ESP)    | 7 | 0  | 1 | 6 | 5  | 17 | –12 | 1  |

| 1996. július 20. 11:00 | Ausztrália (AUS)                                     | 4–0   | Spanyolország (ESP) | Játékvezetők: Kazuko Yasueda (JPN), Miriam van Gemert (NED) |
| 1996. július 20. 11:00 | Andrews 32' · L. Powell 54' · Hawkes 65' · Annan 69' | (1–0) |                     | Játékvezetők: Kazuko Yasueda (JPN), Miriam van Gemert (NED) |

| 1996. július 22. 09:00 | Ausztrália (AUS)                                                             | 7–1   | Argentína (ARG) | Játékvezetők: Angela Lario Ruiz (ESP), Carola Heinrichs (GER) |
| 1996. július 22. 09:00 | Farrell 9' · K. Powell 25' · Annan 30', 49', 50' · Roche 61' · L. Powell 63' | (3–0) | Rimoldi 43'     | Játékvezetők: Angela Lario Ruiz (ESP), Carola Heinrichs (GER) |

| 1996. július 23. 09:00 | Ausztrália (AUS) | 1–0   | Németország (GER) | Játékvezetők: Lee Mi-Ok (KOR), Gina Spitaleri (ITA) |
| 1996. július 23. 09:00 | Roche 25'        | (1–0) |                   | Játékvezetők: Lee Mi-Ok (KOR), Gina Spitaleri (ITA) |

| 1996. július 25. 17:30 | Ausztrália (AUS)                       | 3–3   | Dél-Korea (KOR)                            | Játékvezetők: Angela Lario Ruiz (ESP), Gill Clarke (GBR) |
| 1996. július 25. 17:30 | Annan 32' · Morris 35' · K. Powell 70' | (2–0) | Csang Undzsong 39', 47' · Cso Undzsong 60' | Játékvezetők: Angela Lario Ruiz (ESP), Gill Clarke (GBR) |

| 1996. július 26. 20:00 | Ausztrália (AUS) | 1–0   | Nagy-Britannia (GBR) | Játékvezetők: Miriam van Gemert (NED), Naomi Kato (JPN) |
| 1996. július 26. 20:00 | Andrews 29'      | (1–0) |                      | Játékvezetők: Miriam van Gemert (NED), Naomi Kato (JPN) |

| 1996. július 28. 11:00 | Ausztrália (AUS)                                      | 4–0   | Egyesült Államok (USA) | Játékvezetők: Gill Clarke (GBR), Kazuko Yasueda (JPN) |
| 1996. július 28. 11:00 | Morris 3' · K. Powell 9' · L. Powell 17' · Starre 24' | (4–0) |                        | Játékvezetők: Gill Clarke (GBR), Kazuko Yasueda (JPN) |

| 1996. július 30. 20:00 | Ausztrália (AUS)                                 | 4–0   | Hollandia (NED) | Játékvezetők: Laura Crespo (ARG), Angela Lario Ruiz (ESP) |
| 1996. július 30. 20:00 | Morris 45' · Roche 60' · Andrews 63' · Annan 68' | (0–0) |                 | Játékvezetők: Laura Crespo (ARG), Angela Lario Ruiz (ESP) |

Döntő
| 1996. augusztus 1. 19:30 | Ausztrália (AUS)            | 3–1   | Dél-Korea (KOR)  | Játékvezetők: Miram van Gemert (NED), Gill Clarke (GBR) |
| 1996. augusztus 1. 19:30 | Annan 14', 44' · Powell 63' | (1–1) | Cso Undzsong 30' | Játékvezetők: Miram van Gemert (NED), Gill Clarke (GBR) |

| Csapat           | Helyezés |
| ---------------- | -------- |
| Ausztrália (AUS) |          |

## Íjászat
Férfi
| Versenyző                                   | Versenyszám | Selejtező | Selejtező | 64-es főtábla                          | 32-es főtábla                       | Nyolcaddöntő                                                  | Negyeddöntő                                                                           | Elődöntő | Döntő                                                                                  | Helyezés |
| Versenyző                                   | Versenyszám | Pont      | Kiemelt   | Ellenfél Eredmény                      | Ellenfél Eredmény                   | Ellenfél Eredmény                                             | Ellenfél Eredmény                                                                     | Ellenfél Eredmény                                                                                            | Ellenfél Eredmény                                                                      | Helyezés |
| ------------------------------------------- | ----------- | --------- | --------- | -------------------------------------- | ----------------------------------- | ------------------------------------------------------------- | ------------------------------------------------------------------------------------- | --- | -------------------------------------------------------------------------------------- | -------- |
| Matthew Gray                                | Egyéni      | 663       | 18.       | Shen Jun (CHN) (47.) · 162–158         | Butch Johnson (USA) (15.) · 157–164 | kiesett                                                       | kiesett                                                                               | kiesett | kiesett                                                                                | 26.      |
| Jackson Fear                                | Egyéni      | 671       | 8.        | Hsieh Sheng-Feng (TPE) (57.) · 162–164 | kiesett                             | kiesett                                                       | kiesett                                                                               | kiesett | kiesett                                                                                | 35.      |
| Simon Fairweather                           | Egyéni      | 660       | 20.       | Lionel Torrés (FRA) (45.) · 154–165    | kiesett                             | kiesett                                                       | kiesett                                                                               | kiesett | kiesett                                                                                | 52.      |
| Simon Fairweather Jackson Fear Matthew Gray | Csapat      | 660       | 4.        |                                        |                                     | Kína (CHN) · Luo Hengyu · Shen Jun · Tang Hua (13.) · 243–240 | Svédország (SWE) · Göran Bjerendal · Mikael Larsson · Magnus Petersson (5.) · 253–241 | Dél-Korea (KOR) · Csang Jongho (Jang Yong-Ho) · Kim Boram (Kim Bo-Ram) · O Gjomun (O Gyo-Mun) (1.) · 234–250 | Olaszország (ITA) · Matteo Bisiani · Michele Frangilli · Andrea Parenti (2.) · 244–248 | 4.       |

Női
| Versenyző        | Versenyszám | Selejtező | Selejtező | 64-es főtábla                           | 32-es főtábla     | Nyolcaddöntő      | Negyeddöntő       | Elődöntő          | Döntő             | Helyezés |
| Versenyző        | Versenyszám | Pont      | Kiemelt   | Ellenfél Eredmény                       | Ellenfél Eredmény | Ellenfél Eredmény | Ellenfél Eredmény | Ellenfél Eredmény | Ellenfél Eredmény | Helyezés |
| ---------------- | ----------- | --------- | --------- | --------------------------------------- | ----------------- | ----------------- | ----------------- | ----------------- | ----------------- | -------- |
| Myfanwy Matthews | Egyéni      | 616       | 49.       | Yang Jianping (CHN) (16.) · 150–159     | kiesett           | kiesett           | kiesett           | kiesett           | kiesett           | 48.      |
| Deonne Bridger   | Egyéni      | 615       | 50.       | Alison Williamson (GBR) (15.) · 141–156 | kiesett           | kiesett           | kiesett           | kiesett           | kiesett           | 57.      |

## Kajak-kenu

### Síkvízi
Férfi
| Versenyző                                            | Versenyszám         | Előfutam | Előfutam | Előfutam | Vigaszág | Vigaszág | Vigaszág | Elődöntő | Elődöntő | Elődöntő | Döntő    | Döntő    |
| Versenyző                                            | Versenyszám         | Idő      | Hely.    | Össz.    | Idő      | Hely.    | Össz.    | Idő      | Hely.    | Össz.    | Idő      | Helyezés |
| ---------------------------------------------------- | ------------------- | -------- | -------- | -------- | -------- | -------- | -------- | -------- | -------- | -------- | -------- | -------- |
| Cameron McFadzean                                    | Kajak egyes 500 m   | 1:42,160 | 2.       | 5.       | erőnyerő | erőnyerő | erőnyerő | 1:41,083 | 4.       | 7.       | 1:41,023 | 9.       |
| Clint Robinson                                       | Kajak egyes 1000 m  | 3:44,768 | 2.       | 2.       | erőnyerő | erőnyerő | erőnyerő | 3:43,657 | 1.       | 5.       | 3:29,713 |          |
| Danny Collins Andrew Trim                            | Kajak kettes 500 m  | 1:31,433 | 2.       | 2.       | erőnyerő | erőnyerő | erőnyerő | 1:29,937 | 2.       | 3.       | 1:29,409 |          |
| Peter Scott Grant Leury                              | Kajak kettes 1000 m | 3:40,114 | 1.       | 5.       | erőnyerő | erőnyerő | erőnyerő | 3:19,056 | 5.       | 7.       | 3:13,054 | 7.       |
| Paul Lynch Brian Morton Jimmy Walker Ramon Andersson | Kajak négyes 1000 m | 3:11,752 | 3.       | 5.       |          |          |          | 3:01,806 | 1.       | 4.       | 2:57,560 | 9.       |

Női
| Versenyző                                                         | Versenyszám        | Előfutam | Előfutam | Előfutam | Vigaszág | Vigaszág | Vigaszág | Elődöntő | Elődöntő | Elődöntő | Döntő    | Döntő    |
| Versenyző                                                         | Versenyszám        | Idő      | Hely.    | Össz.    | Idő      | Hely.    | Össz.    | Idő      | Hely.    | Össz.    | Idő      | Helyezés |
| ----------------------------------------------------------------- | ------------------ | -------- | -------- | -------- | -------- | -------- | -------- | -------- | -------- | -------- | -------- | -------- |
| Katrin Borchert                                                   | Kajak egyes 500 m  | 1:53,767 | 1.       | 6.       | erőnyerő | erőnyerő | erőnyerő | 1:51,142 | 5.       | 7.       | 1:50,811 | 7.       |
| Katrin Borchert Anna Cox-Wood                                     | Kajak kettes 500 m | 1:43,633 | 2.       | 3.       | erőnyerő | erőnyerő | erőnyerő | 1:43,729 | 2.       | 4.       | 1:40,641 |          |
| Natalie Hunter Lynda Lehmann Yanda Nossiter Shelley Oates-Wilding | Kajak négyes 500 m | 1:41,185 | 3.       | 7.       |          |          |          | 1:37,905 | 3.       | 3.       | 1:34,673 | 8.       |

### Szlalom
| Versenyző                 | Versenyszám       | Döntő    | Döntő    | Döntő    | Döntő    | Döntő         | Döntő         |
| Versenyző                 | Versenyszám       | 1. futam | 1. futam | 2. futam | 2. futam | Jobb eredmény | Jobb eredmény |
| Versenyző                 | Versenyszám       | Pont     | Hely.    | Pont     | Hely.    | Pont          | Helyezés      |
| ------------------------- | ----------------- | -------- | -------- | -------- | -------- | ------------- | ------------- |
| Richard Macquire          | Férfi kajak egyes | 153,97   | 14.      | 218,07   | 39.      | 153,97        | 24.           |
| Matthew Pallister         | Férfi kajak egyes | 236,88   | 39.      | 179,19   | 29.      | 179,19        | 38.           |
| Justin Boocock            | Férfi kenu egyes  | 166,96   | 13.      | 175,08   | 14.      | 166,96        | 16.           |
| Andrew Wilson John Felton | Férfi kenu kettes | 254,48   | 15.      | 199,06   | 12.      | 199,06        | 14.           |
| Danielle Woodward         | Női kajak egyes   | 286,05   | 22.      | 177,60   | 9.       | 177,60        | 12.           |
| Mia Farrance              | Női kajak egyes   | 192,58   | 10.      | 180,30   | 10.      | 180,30        | 14.           |

## Kerékpározás

### Hegyi-kerékpározás
| Versenyző    | Versenyszám        | Idő                | Helyezés |
| ------------ | ------------------ | ------------------ | -------- |
| Cadel Evans  | Férfi terepverseny | 2:26:15 (+0:08:37) | 9.       |
| Rob Woods    | Férfi terepverseny | 2:33:14 (+0:15:36) | 16.      |
| Mary Grigson | Női terepverseny   | 2:02:38 (+0:11:47) | 15.      |

### Országúti kerékpározás
Férfi
| Versenyző       | Versenyszám   | Idő                | Helyezés |
| --------------- | ------------- | ------------------ | -------- |
| Stephen Hodge   | Időfutam      | 1:09:59 (+0:05:54) | 23.      |
| Stephen Hodge   | Mezőnyverseny | 4:56:53 (+2:57)    | 98.      |
| Neil Stephens   | Mezőnyverseny | 4:56:34 (+2:38)    | 19.      |
| Robbie McEwen   | Mezőnyverseny | 4:56:44 (+2:48)    | 23.      |
| Damian McDonald | Mezőnyverseny | 4:56:47 (+2:51)    | 65.      |
| Patrick Jonker  | Mezőnyverseny | 4:56:53 (+2:57)    | 102.     |
| Patrick Jonker  | Időfutam      | 1:06:54 (+0:02:49) | 8.       |

Női
| Versenyző            | Versenyszám   | Idő                | Helyezés |
| -------------------- | ------------- | ------------------ | -------- |
| Kathy Watt           | Időfutam      | 0:37:53 (+0:01:13) | 4.       |
| Kathy Watt           | Mezőnyverseny | 2:37:06 (+0:53)    | 9.       |
| Tracey Watson-Gaudry | Mezőnyverseny | 2:42:35 (+6:22)    | 39.      |
| Anna Wilson          | Mezőnyverseny | 2:37:06 (+0:53)    | 17.      |
| Anna Wilson          | Időfutam      | 0:38:50 (+0:02:10) | 10.      |

### Pálya-kerékpározás
Sprintversenyek
| Versenyző       | Versenyszám  | Selejtező | Selejtező | 1. forduló                       | Vigaszág               | Vigaszág | 2. forduló                            | Vigaszág               | Vigaszág | Nyolcaddöntő                  | Vigaszág               | Vigaszág | Negyeddöntő                            | 5–8. helyért                                                               | 5–8. helyért | Elődöntő                              | Döntő                                               | Helyezés |
| Versenyző       | Versenyszám  | Idő       | Hely.     | Ellenfél Győztes idő             | Ellenfelek Győztes idő | Hely.    | Ellenfél Győztes idő                  | Ellenfelek Győztes idő | Hely.    | Ellenfél Győztes idő          | Ellenfelek Győztes idő | Hely.    | Ellenfél Győztes idő                   | Ellenfelek Győztes idő                                                     | Hely.        | Ellenfél Győztes idő                  | Ellenfél Győztes idő                                | Helyezés |
| --------------- | ------------ | --------- | --------- | -------------------------------- | ---------------------- | -------- | ------------------------------------- | ---------------------- | -------- | ----------------------------- | ---------------------- | -------- | -------------------------------------- | -------------------------------------------------------------------------- | ------------ | ------------------------------------- | --------------------------------------------------- | -------- |
| Gary Neiwand    | Férfi egyéni | 10,129    | 1.        | Claus Martínez (BOL) · 14,373    |                        |          | Lámbrosz Vaszilópulosz (GRE) · 11,249 |                        |          | Frédéric Magné (FRA) · 11,625 |                        |          | Eyk Pokorny (GER) · 10,794; 11,091     |                                                                            |              | Jens Fiedler (GER) · 10,618; 10,974   | Bronzmérkőzés · Curt Harnett (CAN) · 10,947; 10,949 | 4.       |
| Darryn Hill     | Férfi egyéni | 10,329    | 6.        | Kamijama Júicsiró (JPN) · 11,192 |                        |          | William Clay (USA) · 10,811           |                        |          | Pavel Buráň (CZE) · 11,008    |                        |          | Marty Nothstein (USA) · 10,950; 10,650 | Frédéric Magné (FRA) · Eyk Pokorny (GER) · Florian Rousseau (FRA) · 11,072 | 1.           |                                       |                                                     | 5.       |
| Michelle Ferris | Női egyéni   | 11,212    | 1.        | Donna Wynd (NZL) · 11,923        |                        |          |                                       |                        |          |                               |                        |          | Vang Jen (CHN) · 11,825; 11,932        |                                                                            |              | Ingrid Haringa (NED) · 12,080; 12,078 | Félicia Ballanger (FRA) · 11,903; 12,096            |          |

Üldözőversenyek
| Versenyző                                                   | Versenyszám  | Selejtező | Selejtező | Negyeddöntő                                                                                            | Negyeddöntő | Elődöntő                                                                                           | Elődöntő  | Döntő        | Döntő     | Helyezés |
| Versenyző                                                   | Versenyszám  | Idő       | Hely.     | Ellenfél Idő                                                                                           | Saját idő   | Ellenfél Idő                                                                                       | Saját idő | Ellenfél Idő | Saját idő | Helyezés |
| ----------------------------------------------------------- | ------------ | --------- | --------- | --- | ----------- | -------------------------------------------------------------------------------------------------- | --------- | ------------ | --------- | -------- |
| Brad McGee                                                  | Férfi egyéni | 4:27,954  | 5.        | Juan Martínez (ESP) · 4:28,310                                                                         | 4:24,943    | Andrea Collinelli (ITA) · 4:22,775                                                                 | 4:26,121  | kiesett      | kiesett   |          |
| Kathy Watt                                                  | Női egyéni   | 3:43,658  | 8.        | Antonella Bellutti (ITA) · 3:32,371                                                                    | lekörözték  | kiesett                                                                                            | kiesett   | kiesett      | kiesett   | 8.       |
| Brett Aitken Brad McGee Stuart O’Grady Timothy O’Shannessey | Férfi csapat | 4:09,750  | 3.        | Egyesült Államok (USA) · Dirk Copeland · Mariano Friedick · Adam Laurent · Michael McCarthy · 4:12,470 | 4:09,650    | Oroszország (RUS) · Eduard Gricun · Nyikolaj Kuznyecov · Alekszej Markov · Anton Santir · 4:06,885 | 4:07,570  | kiesett      | kiesett   |          |

Időfutam
| Név         | Versenyszám  | Idő           | Helyezés      |
| ----------- | ------------ | ------------- | ------------- |
| Shane Kelly | Férfi egyéni | nem ért célba | nem ért célba |

Pontversenyek
| Név                | Versenyszám       | Pont | Körhátrány | Helyezés |
| ------------------ | ----------------- | ---- | ---------- | -------- |
| Stuart O’Grady     | Férfi pontverseny | 25   | 0          |          |
| Lucy Tyler-Sharman | Női pontverseny   | 17   | 0          |          |

## Kosárlabda

### Férfi
| Ausztrál férfi kosárlabdacsapat-játékoskeret                                        | Ausztrál férfi kosárlabdacsapat-játékoskeret                                             |
| ----------------------------------------------------------------------------------- | ---------------------------------------------------------------------------------------- |
| - Andrew Gaze - Andrew Vlahov - Brett Maher - John Dorge - Mark Bradtke - Pat Reidy | - Ray Borner - Sam MacKinnon - Scott Fisher - Shane Heal - Tonny Jensen - Tony Ronaldson |

#### Eredmények
Csoportkör
B csoport
| Csapat            | M | Gy | V | P+  | P–  | Pk   | P  |
| ----------------- | - | -- | - | --- | --- | ---- | -- |
| Jugoszlávia (SCG) | 5 | 5  | 0 | 478 | 364 | +114 | 10 |
| Ausztrália (AUS)  | 5 | 4  | 1 | 492 | 438 | +54  | 9  |
| Görögország (GRE) | 5 | 3  | 2 | 402 | 416 | –14  | 8  |
| Brazília (BRA)    | 5 | 2  | 3 | 498 | 494 | +4   | 7  |
| Puerto Rico (PUR) | 5 | 1  | 4 | 447 | 465 | –18  | 6  |
| Dél-Korea (KOR)   | 5 | 0  | 5 | 422 | 562 | –140 | 5  |

| 1996. július 20. | Ausztrália (AUS)    | 111–88    | Dél-Korea (KOR)                   | Atlanta Játékvezetők: Davorin Nakic (CRO), Isida Hidetosi (JPN) |
| 1996. július 20. | (64–37) Jegyzőkönyv |           |                                   | Atlanta Játékvezetők: Davorin Nakic (CRO), Isida Hidetosi (JPN) |
| 1996. július 20. | Gaze 26             | Pont      | Csong Dzsegun (Jeong Jae-Geun) 23 | Atlanta Játékvezetők: Davorin Nakic (CRO), Isida Hidetosi (JPN) |
| 1996. július 20. | Dorge 10            | Lepattanó | Csong Dzsegun (Jeong Jae-Geun) 8  | Atlanta Játékvezetők: Davorin Nakic (CRO), Isida Hidetosi (JPN) |
| 1996. július 20. | Heal 11             | Gólpassz  | Kang Donghi (Gang Dong-Hui) 8     | Atlanta Játékvezetők: Davorin Nakic (CRO), Isida Hidetosi (JPN) |

| 1996. július 22. | Jugoszlávia (SCG)   | 91–68     | Ausztrália (AUS) | Atlanta Játékvezetők: Wieslaw Zych (POL), Jose Reyes Ronfini (MEX) |
| 1996. július 22. | (54–28) Jegyzőkönyv |           |                  | Atlanta Játékvezetők: Wieslaw Zych (POL), Jose Reyes Ronfini (MEX) |
| 1996. július 22. | Obradović 18        | Pont      | Bradtke 18       | Atlanta Játékvezetők: Wieslaw Zych (POL), Jose Reyes Ronfini (MEX) |
| 1996. július 22. | Rebrača, Savić 5    | Lepattanó | Gaze 7           | Atlanta Játékvezetők: Wieslaw Zych (POL), Jose Reyes Ronfini (MEX) |
| 1996. július 22. | Danilović 6         | Gólpassz  | Gaze 8           | Atlanta Játékvezetők: Wieslaw Zych (POL), Jose Reyes Ronfini (MEX) |

| 1996. július 24. | Ausztrália (AUS)                  | 109–101 (h. u.) | Brazília (BRA) | Atlanta Játékvezetők: Donald Cline (CAN), Carl Jungebrand (FIN) |
| 1996. július 24. | (41–46, 82–82, 92–92) Jegyzőkönyv |                 |                | Atlanta Játékvezetők: Donald Cline (CAN), Carl Jungebrand (FIN) |
| 1996. július 24. | Heal 35                           | Pont            | Schmidt 24     | Atlanta Játékvezetők: Donald Cline (CAN), Carl Jungebrand (FIN) |
| 1996. július 24. | Bradtke 15                        | Lepattanó       | dos Santos 13  | Atlanta Játékvezetők: Donald Cline (CAN), Carl Jungebrand (FIN) |
| 1996. július 24. | Bradtke 4                         | Gólpassz        | Minucci 6      | Atlanta Játékvezetők: Donald Cline (CAN), Carl Jungebrand (FIN) |

| 1996. július 26. | Puerto Rico (PUR)   | 96–101    | Ausztrália (AUS)  | Atlanta Játékvezetők: Miguel Betancor Leon (ESP), Jose Lapaix Guance (DOM) |
| 1996. július 26. | (53–51) Jegyzőkönyv |           |                   | Atlanta Játékvezetők: Miguel Betancor Leon (ESP), Jose Lapaix Guance (DOM) |
| 1996. július 26. | Ortíz 30            | Pont      | Gaze 29           | Atlanta Játékvezetők: Miguel Betancor Leon (ESP), Jose Lapaix Guance (DOM) |
| 1996. július 26. | Ortíz 11            | Lepattanó | Fisher, Bradtke 6 | Atlanta Játékvezetők: Miguel Betancor Leon (ESP), Jose Lapaix Guance (DOM) |
| 1996. július 26. | Rivera 7            | Gólpassz  | Heal 7            | Atlanta Játékvezetők: Miguel Betancor Leon (ESP), Jose Lapaix Guance (DOM) |

| 1996. július 28. | Ausztrália (AUS)    | 103–62    | Görögország (GRE) | Atlanta Játékvezetők: Pascal Noel Dorizon (FRA), Jose Lapaix Guance (DOM) |
| 1996. július 28. | (52–30) Jegyzőkönyv |           |                   | Atlanta Játékvezetők: Pascal Noel Dorizon (FRA), Jose Lapaix Guance (DOM) |
| 1996. július 28. | Gaze 17             | Pont      | Ikonómu 22        | Atlanta Játékvezetők: Pascal Noel Dorizon (FRA), Jose Lapaix Guance (DOM) |
| 1996. július 28. | Bradtke 8           | Lepattanó | Papanikoláu 6     | Atlanta Játékvezetők: Pascal Noel Dorizon (FRA), Jose Lapaix Guance (DOM) |
| 1996. július 28. | Heal 5              | Gólpassz  | Janákisz 4        | Atlanta Játékvezetők: Pascal Noel Dorizon (FRA), Jose Lapaix Guance (DOM) |

Negyeddöntő
| 1996. július 30. 20:00 | Ausztrália (AUS)    | 73–71     | Horvátország (CRO) | Atlanta Játékvezetők: Wieslaw Zych (POL), Juan Figueroa (PUR) |
| 1996. július 30. 20:00 | (41–33) Jegyzőkönyv |           |                    | Atlanta Játékvezetők: Wieslaw Zych (POL), Juan Figueroa (PUR) |
| 1996. július 30. 20:00 | Alanović 18         | Pont      | Gaze 26            | Atlanta Játékvezetők: Wieslaw Zych (POL), Juan Figueroa (PUR) |
| 1996. július 30. 20:00 | Vranković 11        | Lepattanó | Heal, Bradtke 5    | Atlanta Játékvezetők: Wieslaw Zych (POL), Juan Figueroa (PUR) |
| 1996. július 30. 20:00 | Kukoč 8             | Gólpassz  | Heal 7             | Atlanta Játékvezetők: Wieslaw Zych (POL), Juan Figueroa (PUR) |

Elődöntő
| 1996. augusztus 1. 22:00 | Egyesült Államok (USA) | 101–73    | Ausztrália (AUS) | Atlanta Játékvezetők: Raul Chaves Sagel (ARG), Stylianos Koukoulekidis (GRE) |
| 1996. augusztus 1. 22:00 | (51–41) Jegyzőkönyv    |           |                  | Atlanta Játékvezetők: Raul Chaves Sagel (ARG), Stylianos Koukoulekidis (GRE) |
| 1996. augusztus 1. 22:00 | Barkley 24             | Pont      | Gaze 25          | Atlanta Játékvezetők: Raul Chaves Sagel (ARG), Stylianos Koukoulekidis (GRE) |
| 1996. augusztus 1. 22:00 | Barkley 11             | Lepattanó | Bradtke 11       | Atlanta Játékvezetők: Raul Chaves Sagel (ARG), Stylianos Koukoulekidis (GRE) |
| 1996. augusztus 1. 22:00 | Pippen 5               | Gólpassz  | Heal 5           | Atlanta Játékvezetők: Raul Chaves Sagel (ARG), Stylianos Koukoulekidis (GRE) |

Bronzmérkőzés
| 1996. augusztus 3. 20:00 | Litvánia (LTU)      | 80–74     | Ausztrália (AUS) | Atlanta Játékvezetők: Joseph Derosa (USA), Juan Figueroa (PUR) |
| 1996. augusztus 3. 20:00 | (36–34) Jegyzőkönyv |           |                  | Atlanta Játékvezetők: Joseph Derosa (USA), Juan Figueroa (PUR) |
| 1996. augusztus 3. 20:00 | Sabonis 30          | Pont      | Gaze 25          | Atlanta Játékvezetők: Joseph Derosa (USA), Juan Figueroa (PUR) |
| 1996. augusztus 3. 20:00 | Sabonis 13          | Lepattanó | Bradtke 5        | Atlanta Játékvezetők: Joseph Derosa (USA), Juan Figueroa (PUR) |
| 1996. augusztus 3. 20:00 | Marčiulionis 9      | Gólpassz  | Heal 5           | Atlanta Játékvezetők: Joseph Derosa (USA), Juan Figueroa (PUR) |

| Csapat           | Helyezés |
| ---------------- | -------- |
| Ausztrália (AUS) | 4.       |

### Női
| Ausztrál női kosárlabdacsapat-játékoskeret                                                                              | Ausztrál női kosárlabdacsapat-játékoskeret                                                                    |
| --- | --- |
| - Carla Boyd - Michelle Brogan-Griffiths - Sandy Brondello - Michelle Chandler - Allison Cook-Tranquilli - Trish Fallon | - Robyn Maher - Fiona Robinson-Hannan - Shelley Gorman-Sandie - Rachael Sporn - Michele Timms - Jenny Whittle |

#### Eredmények
Csoportkör
B csoport
| Csapat                 | M | Gy | V | P+  | P–  | Pk   | P  |
| ---------------------- | - | -- | - | --- | --- | ---- | -- |
| Egyesült Államok (USA) | 5 | 5  | 0 | 507 | 339 | +168 | 10 |
| Ukrajna (UKR)          | 5 | 3  | 2 | 354 | 358 | –4   | 8  |
| Ausztrália (AUS)       | 5 | 3  | 2 | 369 | 319 | +50  | 8  |
| Kuba (CUB)             | 5 | 2  | 3 | 365 | 377 | –12  | 7  |
| Dél-Korea (KOR)        | 5 | 2  | 3 | 347 | 389 | –42  | 7  |
| Zaire (COD)            | 5 | 0  | 5 | 287 | 447 | –160 | 5  |

| 1996. július 21. | Dél-Korea (KOR)              | 61–76     | Ausztrália (AUS)        | Atlanta Játékvezetők: Serguei Boulanov (RUS), Raul Chaves Sagel (ARG) |
| 1996. július 21. | (34–37) Jegyzőkönyv          |           |                         | Atlanta Játékvezetők: Serguei Boulanov (RUS), Raul Chaves Sagel (ARG) |
| 1996. július 21. | Ju Jongdzsu (Yu Yeong-Ju) 16 | Pont      | Sporn 21                | Atlanta Játékvezetők: Serguei Boulanov (RUS), Raul Chaves Sagel (ARG) |
| 1996. július 21. | Ju Jongdzsu (Yu Yeong-Ju) 9  | Lepattanó | Gorman-Sandie, Sporn 10 | Atlanta Játékvezetők: Serguei Boulanov (RUS), Raul Chaves Sagel (ARG) |
| 1996. július 21. | Cson Dzsuvon (Jeon Ju-Won) 5 | Gólpassz  | Timms 5                 | Atlanta Játékvezetők: Serguei Boulanov (RUS), Raul Chaves Sagel (ARG) |

| 1996. július 23. | Ausztrália (AUS)    | 91–45     | Zaire (COD) | Atlanta Játékvezetők: Donald Cline (CAN), Chong Kyoung (KOR) |
| 1996. július 23. | (55–22) Jegyzőkönyv |           |             | Atlanta Játékvezetők: Donald Cline (CAN), Chong Kyoung (KOR) |
| 1996. július 23. | Gorman-Sandie 18    | Pont      | Tshijuka 15 | Atlanta Játékvezetők: Donald Cline (CAN), Chong Kyoung (KOR) |
| 1996. július 23. | Gorman-Sandie 8     | Lepattanó | Tshijuka 10 | Atlanta Játékvezetők: Donald Cline (CAN), Chong Kyoung (KOR) |
| 1996. július 23. | Timms, Fallon 4     | Gólpassz  | Kamanga 5   | Atlanta Játékvezetők: Donald Cline (CAN), Chong Kyoung (KOR) |

| 1996. július 25. | Kuba (CUB)          | 63–75     | Ausztrália (AUS)   | Atlanta Játékvezetők: Jose Pelissari (BRA), Pascal Noel Dorizon (FRA) |
| 1996. július 25. | (22–36) Jegyzőkönyv |           |                    | Atlanta Játékvezetők: Jose Pelissari (BRA), Pascal Noel Dorizon (FRA) |
| 1996. július 25. | Martínez 19         | Pont      | Timms 19           | Atlanta Játékvezetők: Jose Pelissari (BRA), Pascal Noel Dorizon (FRA) |
| 1996. július 25. | Martínez 11         | Lepattanó | Sporn 12           | Atlanta Játékvezetők: Jose Pelissari (BRA), Pascal Noel Dorizon (FRA) |
| 1996. július 25. | Seino 4             | Gólpassz  | Brogan-Griffiths 4 | Atlanta Játékvezetők: Jose Pelissari (BRA), Pascal Noel Dorizon (FRA) |

| 1996. július 27. | Ausztrália (AUS)    | 79–96     | Egyesült Államok (USA) | Atlanta Játékvezetők: Romualdas Brazauskas (LTU), Janice Deakin (CAN) |
| 1996. július 27. | (43–46) Jegyzőkönyv |           |                        | Atlanta Játékvezetők: Romualdas Brazauskas (LTU), Janice Deakin (CAN) |
| 1996. július 27. | Timms 26            | Pont      | McClain 24             | Atlanta Játékvezetők: Romualdas Brazauskas (LTU), Janice Deakin (CAN) |
| 1996. július 27. | Sporn 7             | Lepattanó | McClain 11             | Atlanta Játékvezetők: Romualdas Brazauskas (LTU), Janice Deakin (CAN) |
| 1996. július 27. | Maher 3             | Gólpassz  | Edwards 15             | Atlanta Játékvezetők: Romualdas Brazauskas (LTU), Janice Deakin (CAN) |

| 1996. július 29. | Ukrajna (UKR)        | 54–48     | Ausztrália (AUS) | Atlanta Játékvezetők: Juan Figueroa (PUR), Virun Thongpila (THA) |
| 1996. július 29. | (29–29) Jegyzőkönyv  |           |                  | Atlanta Játékvezetők: Juan Figueroa (PUR), Virun Thongpila (THA) |
| 1996. július 29. | Dovhaljuk 15         | Pont      | Timms 13         | Atlanta Játékvezetők: Juan Figueroa (PUR), Virun Thongpila (THA) |
| 1996. július 29. | Nazarenko 15         | Lepattanó | Sporn 10         | Atlanta Játékvezetők: Juan Figueroa (PUR), Virun Thongpila (THA) |
| 1996. július 29. | Burenko, Tkacsenko 3 | Gólpassz  | Timms 3          | Atlanta Játékvezetők: Juan Figueroa (PUR), Virun Thongpila (THA) |

Negyeddöntő
| 1996. július 31. 17:00 | Oroszország (RUS)          | 70–74 (h. u.) | Ausztrália (AUS)            | Atlanta Játékvezetők: Donald Cline (CAN), Carl Jungebrand (FIN) |
| 1996. július 31. 17:00 | (38–38, 64–64) Jegyzőkönyv |               |                             | Atlanta Játékvezetők: Donald Cline (CAN), Carl Jungebrand (FIN) |
| 1996. július 31. 17:00 | Nyikonova 16               | Pont          | Brogan-Griffiths 17         | Atlanta Játékvezetők: Donald Cline (CAN), Carl Jungebrand (FIN) |
| 1996. július 31. 17:00 | Baranova 21                | Lepattanó     | Whittle, Brogan-Griffiths 8 | Atlanta Játékvezetők: Donald Cline (CAN), Carl Jungebrand (FIN) |
| 1996. július 31. 17:00 | Szumnyikova 5              | Gólpassz      | Timms, Brogan-Griffiths 3   | Atlanta Játékvezetők: Donald Cline (CAN), Carl Jungebrand (FIN) |

Elődöntő
| 1996. augusztus 2. 17:00 | Ausztrália (AUS)    | 71–93     | Egyesült Államok (USA) | Atlanta Játékvezetők: Gennaro Colucci (ITA), Tomislav Jovancic (YUG) |
| 1996. augusztus 2. 17:00 | (32–47) Jegyzőkönyv |           |                        | Atlanta Játékvezetők: Gennaro Colucci (ITA), Tomislav Jovancic (YUG) |
| 1996. augusztus 2. 17:00 | Timms 27            | Pont      | Leslie 22              | Atlanta Játékvezetők: Gennaro Colucci (ITA), Tomislav Jovancic (YUG) |
| 1996. augusztus 2. 17:00 | Maher 6             | Lepattanó | McClain 15             | Atlanta Játékvezetők: Gennaro Colucci (ITA), Tomislav Jovancic (YUG) |
| 1996. augusztus 2. 17:00 | Timms 4             | Gólpassz  | Staley 7               | Atlanta Játékvezetők: Gennaro Colucci (ITA), Tomislav Jovancic (YUG) |

Bronzmérkőzés
| 1996. augusztus 4. 16:00 | Ukrajna (UKR)       | 56–66     | Ausztrália (AUS)    | Atlanta Játékvezetők: Antonio Soares De Campos (ANG), Janice Deakin (CAN) |
| 1996. augusztus 4. 16:00 | (24–33) Jegyzőkönyv |           |                     | Atlanta Játékvezetők: Antonio Soares De Campos (ANG), Janice Deakin (CAN) |
| 1996. augusztus 4. 16:00 | Zsirko 16           | Pont      | Brogan-Griffiths 19 | Atlanta Játékvezetők: Antonio Soares De Campos (ANG), Janice Deakin (CAN) |
| 1996. augusztus 4. 16:00 | Zsirko 9            | Lepattanó | Brogan-Griffiths 12 | Atlanta Játékvezetők: Antonio Soares De Campos (ANG), Janice Deakin (CAN) |
| 1996. augusztus 4. 16:00 | Zsirko, Nazarenko 3 | Gólpassz  | Timms 4             | Atlanta Játékvezetők: Antonio Soares De Campos (ANG), Janice Deakin (CAN) |

| Csapat           | Helyezés |
| ---------------- | -------- |
| Ausztrália (AUS) |          |

## Labdarúgás

### Férfi
| Ausztrál férfi labdarúgócsapat-játékoskeret                                                                               | Ausztrál férfi labdarúgócsapat-játékoskeret                                                                             |
| --- | --- |
| - Frank Juric - Goran Lozanovski - Ante Moric - Mark Babic - Kevin Muscat - Steven Horvat - Peter Tsekenis - Steve Corica | - Mark Viduka - Aurelio Vidmar - Danny Tiatto - Joe Spiteri - Paul Agostino - Luke Casserly - Robert Enes - Ross Aloisi |

#### Eredmények
Csoportkör
B csoport
| Csapat              | M | Gy | D | V | Rg | Kg | Gk | P |
| ------------------- | - | -- | - | - | -- | -- | -- | - |
| Franciaország (FRA) | 3 | 2  | 1 | 0 | 5  | 2  | +3 | 7 |
| Spanyolország (ESP) | 3 | 2  | 1 | 0 | 5  | 3  | +2 | 7 |
| Ausztrália (AUS)    | 3 | 1  | 0 | 2 | 4  | 6  | –2 | 3 |
| Szaúd-Arábia (KSA)  | 3 | 0  | 0 | 3 | 2  | 5  | –3 | 0 |

| 1996. július 20. 18:30 |

| Franciaország (FRA)   | 2–0               | Ausztrália (AUS) |
| --------------------- | ----------------- | ---------------- |
| Pirès 11' Maurice 74' | (1–0) Jegyzőkönyv |                  |

| Orange Bowl, Miami Nézőszám: 14 322 Játékvezető: Roberto Ruben Ruscio (argentin) |

| 1996. július 22. 19:00 |

| Ausztrália (AUS)        | 2–1               | Szaúd-Arábia (KSA) |
| ----------------------- | ----------------- | ------------------ |
| Tsekenis 11' Viduka 63' | (1–1) Jegyzőkönyv | el-Hilajvi 37'     |

| Orange Bowl, Miami Nézőszám: 5 997 Játékvezető: Esfandiar Baharmast (amerikai) |

| 1996. július 24. 19:00 |

| Spanyolország (ESP)    | 3–2               | Ausztrália (AUS) |
| ---------------------- | ----------------- | ---------------- |
| Raúl 40' 90' Santi 86' | (1–2) Jegyzőkönyv | Vidmar 3' 12'    |

| Citrus Bowl, Orlando Nézőszám: 12 050 Játékvezető: Hugh Dallas (skót) |

| Csapat           | Helyezés |
| ---------------- | -------- |
| Ausztrália (AUS) | 13.      |

## Lovaglás
Díjlovaglás
| Versenyző  | Ló        | Versenyszám | 1. kör | 1. kör | 2. kör | 2. kör | 3. kör  | 3. kör  | Végeredmény | Végeredmény |
| Versenyző  | Ló        | Versenyszám | Pont   | Hely.  | Pont   | Hely.  | Pont    | Hely.   | Pont        | Helyezés    |
| ---------- | --------- | ----------- | ------ | ------ | ------ | ------ | ------- | ------- | ----------- | ----------- |
| Mary Hanna | Mosaic II | Egyéni      | 65,76  | 24.    | 64,33  | 23.    | kiesett | kiesett | 130,09      | 24.         |

Díjugratás
| Versenyző                                                         | Ló                | Versenyszám | Selejtező | Selejtező | Selejtező | Selejtező | Selejtező | Selejtező | Selejtező | Selejtező | Döntő   | Döntő   | Döntő  | Döntő  | Végeredmény | Végeredmény |
| Versenyző                                                         | Ló                | Versenyszám | 1. kör    | 1. kör    | 2. kör    | 2. kör    | 2. kör    | 3. kör    | 3. kör    | 3. kör    | 1. kör  | 1. kör  | 2. kör | 2. kör | Végeredmény | Végeredmény |
| Versenyző                                                         | Ló                | Versenyszám | Bünt.     | Hely.     | Bünt.     | Össz.     | Hely.     | Bünt.     | Össz.     | Hely.     | Bünt.   | Hely.   | Bünt.  | Hely.  | Bünt.       | Helyezés    |
| ----------------------------------------------------------------- | ----------------- | ----------- | --------- | --------- | --------- | --------- | --------- | --------- | --------- | --------- | ------- | ------- | ------ | ------ | ----------- | ----------- |
| Vicki Roycroft                                                    | Coalminer         | Egyéni      | 8,00      | 40.       | 16,00     | 24,00     | 51.       | 16,00     | 40,00     | 55.       | kiesett | kiesett |        |        | kiesett     | kiesett     |
| Russell Johnstone                                                 | Southern Contrast | Egyéni      | 12,00     | 58.       | 24,00     | 36,00     | 65.       | 12,00     | 48,00     | 61.       | kiesett | kiesett |        |        | kiesett     | kiesett     |
| David Cooper                                                      | Red Sails         | Egyéni      | 24,00     | 74.       | 40,25     | 64,25     | 74.       | 24,00     | 88,25     | 71.       | kiesett | kiesett |        |        | kiesett     | kiesett     |
| Jennifer Parlevliet                                               | Another Flood     | Egyéni      | 5,75      | 39.       | 37,00     | 42,75     | 71.       | kizárták  | kizárták  | kizárták  | kiesett | kiesett |        |        | kiesett     | kiesett     |
| Vicki Roycroft Russell Johnstone David Cooper Jennifer Parlevliet | lásd fentebb      | Csapat      |           |           |           |           |           |           |           |           | 77,00   | 18.     | 52,00  | 17.    | 129,00      | 18.         |

Lovastusa
| Versenyző                                                | Ló                                                    | Versenyszám | Díjlovaglás | Díjlovaglás | Tereplovaglás | Tereplovaglás | Tereplovaglás | Díjugratás | Díjugratás | Végeredmény | Végeredmény |
| Versenyző                                                | Ló                                                    | Versenyszám | Bünt.       | Hely.       | Bünt.         | Össz.         | Hely.         | Bünt.      | Hely.      | Bünt.       | Helyezés    |
| -------------------------------------------------------- | ----------------------------------------------------- | ----------- | ----------- | ----------- | ------------- | ------------- | ------------- | ---------- | ---------- | ----------- | ----------- |
| Andrew Hoy                                               | Gershwin                                              | Egyéni      | 63,40       | 28.         | 49,20         | 112,60        | 15.           | 0,00       | 1.         | 112,60      | 11.         |
| Nikki Bishop                                             | Wishful Thinking                                      | Egyéni      | 40,00       | 3.          | kizárták      | kizárták      | kizárták      | kiesett    | kiesett    | kiesett     | kiesett     |
| David Green                                              | Chatsby                                               | Egyéni      | 45,80       | 8.          | nem ért célba | nem ért célba | nem ért célba | kiesett    | kiesett    | kiesett     | kiesett     |
| Wendy Schaeffer Phillip Dutton Andrew Hoy Gillian Rolton | Sunburst True Blue Girdwood Gershwin Peppermint Grove | Csapat      | 156,40      | 6.          | 27,20         | 183,60        | 1.            | 20,25      | 6.         | 203,85      |             |

## Műugrás
Férfi
| Versenyző      | Versenyszám        | Selejtező | Selejtező | Elődöntő | Elődöntő | Döntő   | Döntő    |
| Versenyző      | Versenyszám        | Pont      | Helyezés  | Pont     | Helyezés | Pont    | Helyezés |
| -------------- | ------------------ | --------- | --------- | -------- | -------- | ------- | -------- |
| Michael Murphy | Egyéni műugrás     | 419,13    | 3.        | 639,21   | 3.       | 640,95  | 6.       |
| Russell Butler | Egyéni műugrás     | 305,79    | 28.       | kiesett  | kiesett  | kiesett | kiesett  |
| Tony Lawson    | Egyéni toronyugrás | 294,75    | 28.       | kiesett  | kiesett  | kiesett | kiesett  |

Női
| Versenyző            | Versenyszám        | Selejtező | Selejtező | Elődöntő | Elődöntő | Döntő   | Döntő    |
| Versenyző            | Versenyszám        | Pont      | Helyezés  | Pont     | Helyezés | Pont    | Helyezés |
| -------------------- | ------------------ | --------- | --------- | -------- | -------- | ------- | -------- |
| Jodie Rogers         | Egyéni műugrás     | 242,19    | 15.       | 446,37   | 15.      | kiesett | kiesett  |
| Loudy Tourky-Wiggins | Egyéni műugrás     | 229,11    | 19.       | kiesett  | kiesett  | kiesett | kiesett  |
| Vyninka Arlow        | Egyéni toronyugrás | 243,57    | 19.       | kiesett  | kiesett  | kiesett | kiesett  |
| Vanessa Baker        | Egyéni toronyugrás | 225,84    | 25.       | kiesett  | kiesett  | kiesett | kiesett  |

## Ökölvívás
| Versenyző        | Versenyszám   | Selejtező                             | Nyolcaddöntő                   | Negyeddöntő       | Elődöntő          | Döntő             | Helyezés |
| Versenyző        | Versenyszám   | Ellenfél Eredmény                     | Ellenfél Eredmény              | Ellenfél Eredmény | Ellenfél Eredmény | Ellenfél Eredmény | Helyezés |
| ---------------- | ------------- | ------------------------------------- | ------------------------------ | ----------------- | ----------------- | ----------------- | -------- |
| Hussy Hussein    | Légsúly       | Carmine Molaro (ITA) · 11–8           | Damaen Kelly (IRL) · 20–27     | kiesett           | kiesett           | kiesett           | 9.       |
| James Swan       | Harmatsúly    | Kalai Riadh (TUN) · 4–14              | kiesett                        | kiesett           | kiesett           | kiesett           | 17.      |
| Robbie Peden     | Pehelysúly    | Mohamed Achik (MAR) · 15–7            | Szerafim Todorov (BUL) · 8–20  | kiesett           | kiesett           | kiesett           | 9.       |
| Lee Trautsch     | Kisváltósúly  | Fathi Missaoui (TUN) · 9–25           | kiesett                        | kiesett           | kiesett           | kiesett           | 17.      |
| Lynden Hosking   | Váltósúly     | Nurzsan Szmanov (KAZ) · RSC (sérülés) | kiesett                        | kiesett           | kiesett           | kiesett           | 17.      |
| Richard Rowles   | Nagyváltósúly | Mizsei György (HUN) · 2–10            | kiesett                        | kiesett           | kiesett           | kiesett           | 17.      |
| Justann Crawford | Középsúly     | Sackey Shivute (NAM) · 12–3           | Alekszandr Lebzjak (RUS) · RSC | kiesett           | kiesett           | kiesett           | 9.       |
| Rick Timperi     | Félnehézsúly  | Thomas Ulrich (GER) · 7–21            | kiesett                        | kiesett           | kiesett           | kiesett           | 17.      |

RSC - a mérkőzésvezető megállította a mérkőzést

## Öttusa
| Versenyző         | Lövészet | Lövészet | Lövészet | Úszás   | Úszás | Úszás | Vívás    | Vívás | Vívás | Lovaglás | Lovaglás | Lovaglás | Lovaglás | Futás      | Futás      | Futás      | Összesen      | Összesen      |
| Versenyző         | Pontszám | Pont     | Hely.    | Idő     | Pont  | Hely. | Eredmény | Pont  | Hely. | Idő      | Hibapont | Pont     | Hely.    | Idő        | Pont       | Hely.      | Összes pont   | Helyezés      |
| ----------------- | -------- | -------- | -------- | ------- | ----- | ----- | -------- | ----- | ----- | -------- | -------- | -------- | -------- | ---------- | ---------- | ---------- | ------------- | ------------- |
| Alexander Johnson | 184      | 1144     | 2.*      | 3:16,91 | 1300  | 6.    | 10–21    | 640   | 29.** | 2:20,69  | 295      | 613      | 31.      | nem indult | nem indult | nem indult | nem ért célba | nem ért célba |

* - egy másik versenyzővel azonos eredményt ért el

** - két másik versenyzővel azonos eredményt ért el

## Röplabda

### Strandröplabda

#### Férfi
| Versenyző                 | 1. forduló                                       | 2. forduló                                                  | 3. forduló        | 4. forduló        | Reményág                                                | Reményág                                                                | Reményág                                                   | Reményág          | Reményág          | Elődöntő          | Döntő             | Helyezés |
| Versenyző                 | 1. forduló                                       | 2. forduló                                                  | 3. forduló        | 4. forduló        | 1. forduló                                              | 2. forduló                                                              | 3. forduló                                                 | 4. forduló        | 5. forduló        | Elődöntő          | Döntő             | Helyezés |
| Versenyző                 | Ellenfél Eredmény                                | Ellenfél Eredmény                                           | Ellenfél Eredmény | Ellenfél Eredmény | Ellenfél Eredmény                                       | Ellenfél Eredmény                                                       | Ellenfél Eredmény                                          | Ellenfél Eredmény | Ellenfél Eredmény | Ellenfél Eredmény | Ellenfél Eredmény | Helyezés |
| ------------------------- | ------------------------------------------------ | ----------------------------------------------------------- | ----------------- | ----------------- | ------------------------------------------------------- | ----------------------------------------------------------------------- | ---------------------------------------------------------- | ----------------- | ----------------- | ----------------- | ----------------- | -------- |
| Julien Prosser Leo Zahner | Kanada (CAN) · Edward Drakich · Marc Dunn · 15–6 | Egyesült Államok (USA) · Mike Whitmarsh · Mike Dodd · 10–15 |                   |                   | Új-Zéland (NZL) · Reid Hamilton · Glenn Hamilton · 15–8 | Franciaország (FRA) · Christian Penigaud · Jean-Philippe Jodard · 15–13 | Kuba (CUB) · Francisco Álvarez · Juan Miguel Rosell · 6–15 | kiesett           | kiesett           | kiesett           | kiesett           | 9.       |

#### Női
| Versenyző                    | 1. forduló        | 2. forduló                                                  | 3. forduló                                                     | 4. forduló                                                 | Reményág          | Reményág          | Reményág                                                     | Reményág                                                      | Reményág          | Elődöntő                                                  | Döntő                                                                                | Helyezés |
| Versenyző                    | 1. forduló        | 2. forduló                                                  | 3. forduló                                                     | 4. forduló                                                 | 1. forduló        | 2. forduló        | 3. forduló                                                   | 4. forduló                                                    | 5. forduló        | Elődöntő                                                  | Döntő                                                                                | Helyezés |
| Versenyző                    | Ellenfél Eredmény | Ellenfél Eredmény                                           | Ellenfél Eredmény                                              | Ellenfél Eredmény                                          | Ellenfél Eredmény | Ellenfél Eredmény | Ellenfél Eredmény                                            | Ellenfél Eredmény                                             | Ellenfél Eredmény | Ellenfél Eredmény                                         | Ellenfél Eredmény                                                                    | Helyezés |
| ---------------------------- | ----------------- | ----------------------------------------------------------- | -------------------------------------------------------------- | ---------------------------------------------------------- | ----------------- | ----------------- | ------------------------------------------------------------ | ------------------------------------------------------------- | ----------------- | --------------------------------------------------------- | ------------------------------------------------------------------------------------ | -------- |
| Natalie Cook Kerri Pottharst | erőnyerő          | Nagy-Britannia (GBR) · Audrey Cooper · Amanda Glover · 15–4 | Egyesült Államok (USA) · Gail Castro · Debra Richardson · 15–7 | Egyesült Államok (USA) · Holly McPeak · Nancy Reno · 15–13 |                   |                   |                                                              |                                                               |                   | Brazília (BRA) · Mônica Rodrigues · Adriana Samuel · 3–15 | Bronzmérkőzés · Egyesült Államok (USA) · Barbra Fontana · Linda Hanley · 12–11, 12–7 |          |
| Liane Fenwick Anita Spring   | erőnyerő          | Japán (JPN) · Fudzsita Szacsiko · Takahasi Jukiko · 15–10   | Brazília (BRA) · Sandra Pires · Jackie Silva · 13–15           |                                                            |                   |                   | Nagy-Britannia (GBR) · Audrey Cooper · Amanda Glover · 15–12 | Egyesült Államok (USA) · Barbra Fontana · Linda Hanley · 6–15 | kiesett           | kiesett                                                   | kiesett                                                                              | 7.       |

## Softball
| Ausztrál női softballcsapat-játékoskeret                                                                                     | Ausztrál női softballcsapat-játékoskeret                                                                                       |
| --- | --- |
| - Jo Brown - Kim Cooper - Carolyn Crudgington - Kerry Dienelt - Peta Edebone - Tanya Harding - Jenny Holliday - Joyce Lester | - Sally McDermid-McCreedy - Francine McRae - Haylea Petrie - Nicole Richardson - Melanie Roche - Natalie Ward - Brooke Wilkins |

### Eredmények
Csoportkör
| Csapat           | M | Gy | V | P+ | P– | Pk  |
| ---------------- | - | -- | - | -- | -- | --- |
| Egyesült Államok | 7 | 6  | 1 | 37 | 7  | +30 |
| Kína             | 7 | 5  | 2 | 29 | 7  | +22 |
| Ausztrália       | 7 | 5  | 2 | 22 | 11 | +11 |
| Japán            | 7 | 5  | 2 | 24 | 18 | +6  |
| Kanada           | 7 | 3  | 4 | 15 | 17 | –2  |
| Tajvan           | 7 | 2  | 5 | 19 | 19 | 0   |
| Hollandia        | 7 | 1  | 6 | 4  | 32 | –28 |
| Puerto Rico      | 7 | 1  | 6 | 5  | 44 | –39 |

| 1996. július 21. |  | Kína | 6–0 | Ausztrália |  |  |
| 1996. július 21. |  |      |     |            |  |  |

| 1996. július 22. |  | Ausztrália | 4–0 | Tajvan |  |  |
| 1996. július 22. |  |            |     |        |  |  |

| 1996. július 23. |  | Ausztrália | 0–2 | Puerto Rico |  |  |
| 1996. július 23. |  |            |     |             |  |  |

| 1996. július 24. |  | Ausztrália | 1–0 | Hollandia |  |  |
| 1996. július 24. |  |            |     |           |  |  |

| 1996. július 25. |  | Ausztrália | 10–0 | Japán |  |  |
| 1996. július 25. |  |            |      |       |  |  |

| 1996. július 26. |  | Egyesült Államok | 1–2 | Ausztrália |  |  |
| 1996. július 26. |  |                  |     |            |  |  |

| 1996. július 27. |  | Kanada | 2–5 | Ausztrália |  |  |
| 1996. július 27. |  |        |     |            |  |  |

Elődöntő
| 1996. július 29. |  | Ausztrália | 3–0 | Japán |  |  |
| 1996. július 29. |  |            |     |       |  |  |

| Csapat     | Helyezés |
| ---------- | -------- |
| Ausztrália |          |

## Sportlövészet
Férfi
| Versenyző        | Versenyszám          | Selejtező | Selejtező | Döntő   | Döntő    |
| Versenyző        | Versenyszám          | Pont      | Helyezés  | Pont    | Helyezés |
| ---------------- | -------------------- | --------- | --------- | ------- | -------- |
| Phil Adams       | Légpisztoly          | 574       | 29.****** | kiesett | kiesett  |
| Phil Adams       | Szabadpisztoly       | 552       | 30.**     | kiesett | kiesett  |
| Ben Sandstrom    | Szabadpisztoly       | 549       | 35.*      | kiesett | kiesett  |
| Ben Sandstrom    | Légpisztoly          | 574       | 29.****** | kiesett | kiesett  |
| Pat Murray       | Gyorstüzelő pisztoly | 575       | 21.*      | kiesett | kiesett  |
| Bryan Wilson     | Futócéllövészet      | 560       | 18.*      | kiesett | kiesett  |
| Michael Diamond  | Trap                 | 124       | 1.        | 149     |          |
| John Maxwell     | Trap                 | 123       | 2.**      | 146     | 4.       |
| Russell Mark     | Trap                 | 120       | 13.****** | kiesett | kiesett  |
| Russell Mark     | Dupla trap           | 141       | 1.*       | 189     |          |
| Steve Haberman   | Dupla trap           | 131       | 17.*      | kiesett | kiesett  |
| Craig Meuleman   | Skeet                | 119       | 20.*****  | kiesett | kiesett  |
| David Cunningham | Skeet                | 119       | 20.*****  | kiesett | kiesett  |

Női
| Versenyző                           | Versenyszám   | Selejtező | Selejtező | Döntő   | Döntő    |
| Versenyző                           | Versenyszám   | Pont      | Helyezés  | Pont    | Helyezés |
| ----------------------------------- | ------------- | --------- | --------- | ------- | -------- |
| Annemarie Forder                    | Légpisztoly   | 376       | 23.***    | kiesett | kiesett  |
| Carol Tomcala                       | Légpisztoly   | 370       | 34.*      | kiesett | kiesett  |
| Carol Tomcala                       | Sportpisztoly | 558       | 37.       | kiesett | kiesett  |
| Annette Woodward                    | Sportpisztoly | 573       | 23.***    | kiesett | kiesett  |
| Sue Banks                           | Légpuska      | 387       | 31.****   | kiesett | kiesett  |
| Deserie Huddleston-Wakefield-Baynes | Dupla trap    | 103       | 6.        | 139     |          |
| Annmaree Roberts                    | Dupla trap    | 103       | 7.        | kiesett | kiesett  |

* - egy másik versenyzővel azonos eredményt ért el

** - két másik versenyzővel azonos eredményt ért el

*** - három másik versenyzővel azonos eredményt ért el

**** - négy másik versenyzővel azonos eredményt ért el

***** - öt másik versenyzővel azonos eredményt ért el

## Súlyemelés
| Versenyző      | Versenyszám | Szakítás | Szakítás | Lökés    | Lökés    | Összesen | Helyezés |
| Versenyző      | Versenyszám | Eredmény | Helyezés | Eredmény | Helyezés | Összesen | Helyezés |
| -------------- | ----------- | -------- | -------- | -------- | -------- | -------- | -------- |
| Johnny Nguyen  | 54 kg       | 100,0    | 18.*     | 132,5    | 15.      | 232,5    | 17.      |
| Yuri Sarkisyan | 59 kg       | 125,0    | 10.      | 155,0    | 7.       | 280,0    | 7.       |
| Damian Brown   | 76 kg       | 140,0    | 16.*     | 175,0    | 15.*     | 315,0    | 17.      |
| Kiril Kounev   | 83 kg       | 170,0    | 2.*      | 200,0    | 5.*      | 370,0    | 4.       |
| Harvey Goodman | 91 kg       | 157,5    | 19.      | 200,0    | 13.*     | 357,5    | 16.      |
| Stefan Botev   | +108 kg     | 200,0    | 1.*      | 250,0    | 3.       | 450,0    |          |
| Steve Kettner  | +108 kg     | 170,0    | 15.*     | 205,0    | 14.      | 375,0    | 15.      |

* - másik versenyzővel azonos eredményt ért el

## Tenisz
Férfi
| Versenyző                      | Versenyszám | 64-es főtábla                  | 32-es főtábla                                                          | Nyolcaddöntő                                                 | Negyeddöntő                                                       | Elődöntő                                                          | Bronz- mérkőzés   | Döntő                                                          | Helyezés |
| Versenyző                      | Versenyszám | Ellenfél Eredmény              | Ellenfél Eredmény                                                      | Ellenfél Eredmény                                            | Ellenfél Eredmény                                                 | Ellenfél Eredmény                                                 | Ellenfél Eredmény | Ellenfél Eredmény                                              | Helyezés |
| ------------------------------ | ----------- | ------------------------------ | ---------------------------------------------------------------------- | ------------------------------------------------------------ | ----------------------------------------------------------------- | ----------------------------------------------------------------- | ----------------- | -------------------------------------------------------------- | -------- |
| Todd Woodbridge                | Egyes       | Jan Siemerink (NED) · 6–2, 6–4 | Tim Henman (GBR) · 7–6, 7–6                                            | Wayne Ferreira (RSA) · 6–7, 6–7                              | kiesett                                                           | kiesett                                                           | kiesett           | kiesett                                                        | 9.       |
| Mark Philippoussis             | Egyes       | Paul Haarhuis (NED) · 7–6, 7–6 | Wayne Black (ZIM) · 6–4, 6–2                                           | Fino Meligeni (BRA) · 6–7, 6–4, 6–8                          | kiesett                                                           | kiesett                                                           | kiesett           | kiesett                                                        | 9.       |
| Jason Stoltenberg              | Egyes       | Sule Ladipo (NGR) · 7–6, 6–3   | Kenneth Carlsen (DEN) · 2–6, 6–3, 3–6                                  | kiesett                                                      | kiesett                                                           | kiesett                                                           | kiesett           | kiesett                                                        | 17.      |
| Todd Woodbridge Mark Woodforde | Páros       |                                | Franciaország (FRA) · Arnaud Boetsch · Guillaume Raoux · 6–2, 3–6, 6–3 | India (IND) · Mahes Bhúpati · Lijendar Pedzs · 4–6, 6–2, 6–2 | Spanyolország (ESP) · Sergi Bruguera · Tomás Carbonell · 6–4, 6–1 | Hollandia (NED) · Jacco Eltingh · Paul Haarhuis · 6–2, 5–7, 18–16 |                   | Nagy-Britannia (GBR) · Neil Broad · Tim Henman · 6–4, 6–4, 6–2 |          |

Női
| Versenyző                           | Versenyszám | 64-es főtábla                      | 32-es főtábla                                        | Nyolcaddöntő      | Negyeddöntő       | Elődöntő          | Bronz- mérkőzés   | Döntő             | Helyezés |
| Versenyző                           | Versenyszám | Ellenfél Eredmény                  | Ellenfél Eredmény                                    | Ellenfél Eredmény | Ellenfél Eredmény | Ellenfél Eredmény | Ellenfél Eredmény | Ellenfél Eredmény | Helyezés |
| ----------------------------------- | ----------- | ---------------------------------- | ---------------------------------------------------- | ----------------- | ----------------- | ----------------- | ----------------- | ----------------- | -------- |
| Rennae Stubbs                       | Egyes       | Magdalena Maleeva (BUL) · 2–6, 1–6 | kiesett                                              | kiesett           | kiesett           | kiesett           | kiesett           | kiesett           | 33.      |
| Nicole Provis-Bradtke               | Egyes       | Iva Majoli (CRO) · 6–3, 3–6, 4–6   | kiesett                                              | kiesett           | kiesett           | kiesett           | kiesett           | kiesett           | 33.      |
| Rachel McQuillan                    | Egyes       | Amanda Coetzer (RSA) · 4–6, 6–7    | kiesett                                              | kiesett           | kiesett           | kiesett           | kiesett           | kiesett           | 33.      |
| Nicole Provis-Bradtke Rennae Stubbs | Páros       |                                    | Kína (CHN) · Chen Li · Yi Jingqian · mérkőzés nélkül | kiesett           | kiesett           | kiesett           | kiesett           | kiesett           | 17.      |

## Tollaslabda
| Versenyző                    | Versenyszám  | Selejtező                              | 32-es főtábla                                                              | Nyolcaddöntő                                                     | Negyeddöntő       | Elődöntő          | Döntő             | Helyezés |
| Versenyző                    | Versenyszám  | Ellenfél Eredmény                      | Ellenfél Eredmény                                                          | Ellenfél Eredmény                                                | Ellenfél Eredmény | Ellenfél Eredmény | Ellenfél Eredmény | Helyezés |
| ---------------------------- | ------------ | -------------------------------------- | -------------------------------------------------------------------------- | ---------------------------------------------------------------- | ----------------- | ----------------- | ----------------- | -------- |
| Murray Hocking               | Férfi egyes  | Iain Sydie (CAN) · 9–15, 9–15          | kiesett                                                                    | kiesett                                                          | kiesett           | kiesett           | kiesett           | 33.      |
| Paul Staight Peter Blackburn | Férfi páros  |                                        | Mauritius (MRI) · Édouard Clarisse · Stephan Beeharry · 15–3, 15–8         | Kína (CHN) · Huang Zhanzhong · Jiang Xin · 7–15, 9–15            | kiesett           | kiesett           | kiesett           | 9.       |
| Song Yang                    | Női egyes    | Kelly Morgan (GBR) · 1–11, 5–11        | kiesett                                                                    | kiesett                                                          | kiesett           | kiesett           | kiesett           | 33.      |
| Lisa Campbell                | Női egyes    | Mizui Jaszuko (JPN) · 0–11, 11–8, 7–11 | kiesett                                                                    | kiesett                                                          | kiesett           | kiesett           | kiesett           | 33.      |
| Amanda Hardy Rhonda Cator    | Női páros    |                                        | Indonézia (INA) · Finarsih · Lili Tampi · 9–15, 4–15                       | kiesett                                                          | kiesett           | kiesett           | kiesett           | 17.      |
| Rhonda Cator Peter Blackburn | Vegyes páros |                                        | Fehéroroszország (BLR) · Ulada Csarnyavszkaja · Mihail Korsuk · 15–7, 15–3 | Kína (CHN) · Szun Man (Sun Man) · Liu Jianjun · 4–15, 15–7, 4–15 | kiesett           | kiesett           | kiesett           | 9.       |
| Rhonda Cator Peter Blackburn | Vegyes páros |                                        | Kanada (CAN) · Denyse Julien · Darryl Yung · 10–15, 14–17                  | kiesett                                                          | kiesett           | kiesett           | kiesett           | 17.      |
| Lisa Campbell Murray Hocking | Vegyes páros |                                        | Kína (CHN) · Wang Xiaoyuan · Tao Xiaoqiang · 5–15, 4–15                    | kiesett                                                          | kiesett           | kiesett           | kiesett           | 17.      |

## Torna
Férfi
| Versenyző       | Versenyszám      | Selejtező | Selejtező | Döntő    | Döntő    |
| Versenyző       | Versenyszám      | Pontszám  | Helyezés  | Pontszám | Helyezés |
| --------------- | ---------------- | --------- | --------- | -------- | -------- |
| Brennon Dowrick | Talaj            | 17,950    | 83.       | kiesett  | kiesett  |
| Brennon Dowrick | Ugrás            | 18,150    | 92.       | kiesett  | kiesett  |
| Brennon Dowrick | Korlát           | 18,475    | 56.       | kiesett  | kiesett  |
| Brennon Dowrick | Nyújtó           | 18,675    | 53.       | kiesett  | kiesett  |
| Brennon Dowrick | Gyűrű            | 18,450    | 69.*      | kiesett  | kiesett  |
| Brennon Dowrick | Lólengés         | 18,800    | 45.**     | kiesett  | kiesett  |
| Brennon Dowrick | Egyéni összetett | 110,500   | 45.       | 46,900   | 35.      |
| Bret Hudson     | Talaj            | 18,312    | 75.       | kiesett  | kiesett  |
| Bret Hudson     | Ugrás            | 18,800    | 55.**     | kiesett  | kiesett  |
| Bret Hudson     | Korlát           | 18,500    | 55.       | kiesett  | kiesett  |
| Bret Hudson     | Nyújtó           | 18,125    | 75.       | kiesett  | kiesett  |
| Bret Hudson     | Gyűrű            | 18,275    | 78.*      | kiesett  | kiesett  |
| Bret Hudson     | Lólengés         | 18,150    | 73.       | kiesett  | kiesett  |
| Bret Hudson     | Egyéni összetett | 110,162   | 51.       | kiesett  | kiesett  |

Női
| Versenyző                                                                                    | Versenyszám      | Selejtező | Selejtező | Döntő    | Döntő    |
| Versenyző                                                                                    | Versenyszám      | Pontszám  | Helyezés  | Pontszám | Helyezés |
| -------------------------------------------------------------------------------------------- | ---------------- | --------- | --------- | -------- | -------- |
| Joanna Hughes                                                                                | Talaj            | 19,137    | 38.*      | kiesett  | kiesett  |
| Joanna Hughes                                                                                | Ugrás            | 19,025    | 41.       | kiesett  | kiesett  |
| Joanna Hughes                                                                                | Felemás korlát   | 18,249    | 76.       | kiesett  | kiesett  |
| Joanna Hughes                                                                                | Gerenda          | 18,125    | 62.       | kiesett  | kiesett  |
| Joanna Hughes                                                                                | Egyéni összetett | 74,536    | 43.       | 36,568   | 34.      |
| Ruth Moniz                                                                                   | Talaj            | 18,325    | 80.       | kiesett  | kiesett  |
| Ruth Moniz                                                                                   | Ugrás            | 18,275    | 84.       | kiesett  | kiesett  |
| Ruth Moniz                                                                                   | Felemás korlát   | 19,112    | 40.**     | kiesett  | kiesett  |
| Ruth Moniz                                                                                   | Gerenda          | 18,787    | 30.*      | kiesett  | kiesett  |
| Ruth Moniz                                                                                   | Egyéni összetett | 74,499    | 44.       | 36,418   | 35.      |
| Lisa Skinner                                                                                 | Talaj            | 18,950    | 49.       | kiesett  | kiesett  |
| Lisa Skinner                                                                                 | Ugrás            | 18,600    | 72.       | kiesett  | kiesett  |
| Lisa Skinner                                                                                 | Felemás korlát   | 18,962    | 50.       | kiesett  | kiesett  |
| Lisa Skinner                                                                                 | Gerenda          | 18,574    | 42.*      | kiesett  | kiesett  |
| Lisa Skinner                                                                                 | Egyéni összetett | 75,086    | 37.       | 36,199   | 36.      |
| Jenny Smith                                                                                  | Talaj            | 18,774    | 59.       | kiesett  | kiesett  |
| Jenny Smith                                                                                  | Ugrás            | 18,799    | 53.       | kiesett  | kiesett  |
| Jenny Smith                                                                                  | Felemás korlát   | 18,149    | 81.       | kiesett  | kiesett  |
| Jenny Smith                                                                                  | Gerenda          | 18,199    | 58.       | kiesett  | kiesett  |
| Jenny Smith                                                                                  | Egyéni összetett | 73,921    | 53.       | kiesett  | kiesett  |
| Lisa Moro                                                                                    | Talaj            | 19,024    | 46.       | kiesett  | kiesett  |
| Lisa Moro                                                                                    | Ugrás            | 9,300     | 96.       | kiesett  | kiesett  |
| Lisa Moro                                                                                    | Felemás korlát   | 19,150    | 35.       | kiesett  | kiesett  |
| Lisa Moro                                                                                    | Gerenda          | 18,474    | 47.*      | kiesett  | kiesett  |
| Lisa Moro                                                                                    | Egyéni összetett | 65,948    | 77.       | kiesett  | kiesett  |
| Nicole Kantek                                                                                | Talaj            | 18,462    | 77.*      | kiesett  | kiesett  |
| Nicole Kantek                                                                                | Ugrás            | 18,624    | 70.       | kiesett  | kiesett  |
| Nicole Kantek                                                                                | Felemás korlát   | 9,312     | 96.       | kiesett  | kiesett  |
| Nicole Kantek                                                                                | Gerenda          | 9,400     | 93.       | kiesett  | kiesett  |
| Nicole Kantek                                                                                | Egyéni összetett | 55,798    | 88.       | kiesett  | kiesett  |
| Kirsty Leigh-Brown                                                                           | Ugrás            | 9,275     | 97.       | kiesett  | kiesett  |
| Kirsty Leigh-Brown                                                                           | Felemás korlát   | 9,425     | 91.*      | kiesett  | kiesett  |
| Kirsty Leigh-Brown                                                                           | Gerenda          | 9,200     | 95.       | kiesett  | kiesett  |
| Kirsty Leigh-Brown                                                                           | Egyéni összetett | 27,900    | 104.      | kiesett  | kiesett  |
| Lisa Skinner Joanna Hughes Ruth Moniz Jenny Smith Lisa Moro Nicole Kantek Kirsty Leigh-Brown | Csapat összetett |           |           | 186,845  | 10.      |

* - egy másik versenyzővel azonos eredményt ért el

** - két másik versenyzővel azonos eredményt ért el

## Úszás
Férfi
| Versenyző                                                                                       | Versenyszám            | Előfutam | Előfutam | Előfutam | Döntő   | Döntő    | Döntő   | Helyezés |
| Versenyző                                                                                       | Versenyszám            | Idő      | Hely.    | Össz.    | Típus   | Idő      | Hely.   | Helyezés |
| ----------------------------------------------------------------------------------------------- | ---------------------- | -------- | -------- | -------- | ------- | -------- | ------- | -------- |
| Chris Fydler                                                                                    | 50 m gyors             | 22,98    | 6.       | 18.*     | kiesett | kiesett  | kiesett | kiesett  |
| Chris Fydler                                                                                    | 100 m gyors            | 50,27    | 3.       | 14.*     | B       | 50,31    | 5.      | 13.      |
| Malcolm Allen                                                                                   | 400 m gyors            | 3:54,34  | 5.       | 12.      | B       | 3:55,48  | 5.      | 13.      |
| Daniel Kowalski                                                                                 | 400 m gyors            | 3:51,67  | 1.       | 5.       | A       | 3:49,39  | 3.      |          |
| Daniel Kowalski                                                                                 | 1500 m gyors           | 15:12,55 | 1.       | 1.       | A       | 15:02,43 | 2.      |          |
| Daniel Kowalski                                                                                 | 200 m gyors            | 1:48,92  | 2.       | 6.       | A       | 1:48,25  | 3.      |          |
| Michael Klim                                                                                    | 200 m gyors            | 1:49,17  | 3.       | 10.      | B       | 1:49,50  | 2.      | 10.      |
| Michael Klim                                                                                    | 100 m pillangó         | 53,42    | 3.       | 7.       | A       | 53,30    | 6.      | 6.       |
| Scott Miller                                                                                    | 100 m pillangó         | 52,89    | 1.       | 1.       | A       | 52,53    | 2.      |          |
| Scott Miller                                                                                    | 200 m pillangó         | 1:58,97  | 2.       | 8.       | A       | 1:58,28  | 5.      | 5.       |
| Scott Goodman                                                                                   | 200 m pillangó         | 1:57,77  | 1.       | 1.       | A       | 1:57,48  | 3.      |          |
| Kieren Perkins                                                                                  | 1500 m gyors           | 15:21,42 | 4.       | 8.       | A       | 14:56,40 | 1.      |          |
| Michael Klim Matt Dunn Scott Logan Chris Fydler Ian Vander-Wal                                  | 4 × 100 m gyorsváltó   | 3:20,88  | 3.       | 7.       | A       | 3:20,13  | 6.      | 6.       |
| Daniel Kowalski Michael Klim Malcolm Allen Matt Dunn Glen Housman Kieren Perkins Ian Vander-Wal | 4 × 200 m gyorsváltó   | 7:23,24  | 2.       | 7.       | A       | 7:18,47  | 4.      | 4.       |
| Steven Dewick                                                                                   | 100 m hát              | 56,35    | 6.       | 16.*     | B       | 56,82    | 7.      | 15.      |
| Steven Dewick                                                                                   | 200 m hát              | 2:04,46  | 5.       | 23.      | kiesett | kiesett  | kiesett | kiesett  |
| Phil Rogers                                                                                     | 100 m mell             | 1:01,80  | 2.*      | 4.*      | A       | 1:01,64  | 5.      | 5.       |
| Phil Rogers                                                                                     | 200 m mell             | 2:14,97  | 2.       | 6.       | A       | 2:14,79  | 5.      | 5.       |
| Ryan Mitchell                                                                                   | 200 m mell             | 2:15,31  | 3.       | 10.      | B       | 2:15,63  | 3.      | 11.      |
| Simon Coombs                                                                                    | 200 m vegyes           | 2:07,31  | 6.       | 28.      | kiesett | kiesett  | kiesett | kiesett  |
| Matt Dunn                                                                                       | 200 m vegyes           | 2:01,44  | 2.       | 3.       | A       | 2:01,57  | 5.      | 5.       |
| Matt Dunn                                                                                       | 400 m vegyes           | 4:19,51  | 1.       | 6.       | A       | 4:16,66  | 4.      | 4.       |
| Trent Steed                                                                                     | 400 m vegyes           | 4:24,39  | 3.       | 11.      | B       | 4:29,35  | 7.      | 15.      |
| Steven Dewick Phil Rogers Scott Miller Michael Klim Toby Haenen                                 | 4 × 100 m vegyes váltó | 3:41,30  | 1.       | 4.       | A       | 3:39,56  | 3.      |          |

Női
| Versenyző                                                                                        | Versenyszám            | Előfutam | Előfutam | Előfutam | Döntő   | Döntő   | Döntő   | Helyezés |
| Versenyző                                                                                        | Versenyszám            | Idő      | Hely.    | Össz.    | Típus   | Idő     | Hely.   | Helyezés |
| ------------------------------------------------------------------------------------------------ | ---------------------- | -------- | -------- | -------- | ------- | ------- | ------- | -------- |
| Karen Van Wirdum                                                                                 | 50 m gyors             | 25,88    | 4.       | 9.       | B       | 26,17   | 7.      | 15.      |
| Sarah Ryan                                                                                       | 50 m gyors             | 26,34    | 6.       | 20.*     | kiesett | kiesett | kiesett | kiesett  |
| Sarah Ryan                                                                                       | 100 m gyors            | 56,07    | 3.       | 8.       | A       | 55,85   | 6.      | 6.       |
| Julia Greville                                                                                   | 200 m gyors            | 2:00,44  | 4.       | 5.       | A       | 2:01,46 | 7.      | 7.       |
| Emma Johnson                                                                                     | 200 m vegyes           | 2:17,02  | 4.       | 12.      | kiesett | kiesett | kiesett | kiesett  |
| Emma Johnson                                                                                     | 400 m vegyes           | 4:43,45  | 2.       | 2.       | A       | 4:44,02 | 5.      | 5.       |
| Emma Johnson                                                                                     | 400 m gyors            | 4:14,13  | 3.       | 10.      | B       | 4:15,79 | 4.      | 12.      |
| Hayley Lewis                                                                                     | 400 m gyors            | 4:17,02  | 5.       | 15.      | B       | 4:16,92 | 7.      | 15.      |
| Hayley Lewis                                                                                     | 800 m gyors            | 8:45,79  | 5.       | 13.      | kiesett | kiesett | kiesett | kiesett  |
| Stacey Gartrell                                                                                  | 800 m gyors            | 8:42,39  | 3.       | 11.      | kiesett | kiesett | kiesett | kiesett  |
| Sarah Ryan Julia Greville Lisa Mackie Susie O'Neill Anna Windsor                                 | 4 × 100 m gyorsváltó   | 3:47,94  | 2.       | 8.       | A       | 3:45,31 | 6.      | 6.       |
| Julia Greville Nicole Livingstone-Stevenson Emma Johnson Susie O'Neill Lisa Mackie               | 4 × 200 m gyorsváltó   | 8:09,33  | 2.       | 3.       | A       | 8:05,47 | 3.      |          |
| Nicole Livingstone-Stevenson                                                                     | 200 m hát              | 2:16,71  | 7.       | 18.      | kiesett | kiesett | kiesett | kiesett  |
| Nicole Livingstone-Stevenson                                                                     | 100 m hát              | 1:02,50  | 1.       | 5.       | A       | 1:02,70 | 7.      | 7.       |
| Elli Overton                                                                                     | 100 m hát              | 1:03,88  | 6.       | 16.      | B       | 1:03,69 | 6.      | 14.      |
| Elli Overton                                                                                     | 200 m vegyes           | 2:15,81  | 1.       | 2.       | A       | 2:16,04 | 5.      | 5.       |
| Elli Overton                                                                                     | 400 m vegyes           | 4:49,82  | 4.       | 14.      | B       | 4:50,73 | 6.      | 14.      |
| Helen Denman                                                                                     | 100 m mell             | 1:10,64  | 5.       | 14.      | B       | 1:10,26 | 3.      | 11.      |
| Samantha Riley                                                                                   | 100 m mell             | 1:09,37  | 2.       | 4.       | A       | 1:09,18 | 3.      |          |
| Samantha Riley                                                                                   | 200 m mell             | 2:28,30  | 1.       | 3.       | A       | 2:27,91 | 4.      | 4.       |
| Nadine Neumann                                                                                   | 200 m mell             | 2:29,91  | 3.       | 7.       | A       | 2:28,34 | 6.      | 6.       |
| Angela Kennedy                                                                                   | 100 m pillangó         | 1:01,89  | 7.       | 18.      | kiesett | kiesett | kiesett | kiesett  |
| Susie O’Neill                                                                                    | 100 m pillangó         | 1:00,55  | 2.       | 5.       | A       | 1:00,17 | 5.      | 5.       |
| Susie O’Neill                                                                                    | 200 m gyors            | 2:00,89  | 1.       | 8.       | A       | 1:59,87 | 5.      | 5.       |
| Susie O’Neill                                                                                    | 200 m pillangó         | 2:09,46  | 1.       | 1.       | A       | 2:07,76 | 1.      |          |
| Petria Thomas                                                                                    | 200 m pillangó         | 2:10,64  | 1.       | 3.       | A       | 2:09,82 | 2.      |          |
| Nicole Livingstone-Stevenson Samantha Riley Susie O'Neill Sarah Ryan Helen Denman Angela Kennedy | 4 × 100 m vegyes váltó | 4:08,87  | 1.       | 2.       | A       | 4:05,08 | 2.      |          |

## Vitorlázás
Férfi
| Versenyző             | Versenyszám     | Futam | Futam | Futam | Futam | Futam | Futam | Futam | Futam | Futam | Futam | Futam | Pontszám | Helyezés |
| Versenyző             | Versenyszám     | 1     | 2     | 3     | 4     | 5     | 6     | 7     | 8     | 9     | 10    | 11    | Pontszám | Helyezés |
| --------------------- | --------------- | ----- | ----- | ----- | ----- | ----- | ----- | ----- | ----- | ----- | ----- | ----- | -------- | -------- |
| Brendan Todd          | Szörfvitorlázás | (11)  | 2     | 8     | 7     | 9     | 10    | 3     | 9     | (20)  |       |       | 48,0     | 8.       |
| Paul McKenzie         | Finn dingi      | 9     | (28)  | 14    | (20)  | 1     | 17    | 13    | 3     | 3     | 7     |       | 67,0     | 6.       |
| Tom King Owen McMahon | 470-es osztály  | 19    | 12    | 20    | 26    | (27)  | 16    | 7     | (37)  | 25    | 17    | 7     | 149,0    | 23.      |

Női
| Versenyző                | Versenyszám     | Futam | Futam | Futam | Futam | Futam | Futam | Futam | Futam | Futam | Futam | Futam | Pontszám | Helyezés |
| Versenyző                | Versenyszám     | 1     | 2     | 3     | 4     | 5     | 6     | 7     | 8     | 9     | 10    | 11    | Pontszám | Helyezés |
| ------------------------ | --------------- | ----- | ----- | ----- | ----- | ----- | ----- | ----- | ----- | ----- | ----- | ----- | -------- | -------- |
| Natasha Sturges          | Szörfvitorlázás | (12)  | 10    | 3     | 3     | (12)  | 4     | 10    | 11    | 7     |       |       | 48,0     | 9.       |
| Christine Bridge         | Europe          | (16)  | 10    | (22)  | 12    | 4     | 5     | 13    | 6     | 15    | 10    | 11    | 86,0     | 11.      |
| Jenny Lidgett Addy Bucek | 470-es osztály  | 7     | 9     | 7     | 4     | (19)  | (16)  | 15    | 3     | 5     | 9     | 5     | 64,0     | 8.       |

Nyílt
| Versenyző                       | Versenyszám | Futam | Futam | Futam | Futam | Futam | Futam | Futam | Futam | Futam | Futam | Futam | Pontszám | Helyezés |
| Versenyző                       | Versenyszám | 1     | 2     | 3     | 4     | 5     | 6     | 7     | 8     | 9     | 10    | 11    | Pontszám | Helyezés |
| ------------------------------- | ----------- | ----- | ----- | ----- | ----- | ----- | ----- | ----- | ----- | ----- | ----- | ----- | -------- | -------- |
| Michael Blackburn               | Laser       | 5     | 6     | 6     | (22)  | 10    | (22)  | 5     | 4     | 7     | 4     | 1     | 48,0     | 4.       |
| Colin Beashel David Giles       | Csillaghajó | (11)  | 1     | 1     | 1     | 8     | 3     | 2     | 7     | 9     | (26)  |       | 32,0     |          |
| Mitch Booth Andrew Landenberger | Tornádó     | 1     | 5     | 6     | 2     | 14    | (17)  | 1     | 1     | (20)  | 2     | 10    | 42,0     |          |

| Versenyző                                  | Versenyszám | Futam | Futam | Futam | Futam | Futam | Futam | Futam | Futam | Futam | Futam | Futam | Futam | Negyeddöntő       | Elődöntő          | Döntő             | Helyezés |
| Versenyző                                  | Versenyszám | 1     | 2     | 3     | 4     | 5     | 6     | 7     | 8     | 9     | 10    | Pont  | Hely. | Ellenfél Eredmény | Ellenfél Eredmény | Ellenfél Eredmény | Helyezés |
| ------------------------------------------ | ----------- | ----- | ----- | ----- | ----- | ----- | ----- | ----- | ----- | ----- | ----- | ----- | ----- | ----------------- | ----------------- | ----------------- | -------- |
| Matt Hayes Steven Jarvin Stephen McConaghy | Soling      | 10    | 13    | 5     | 14    | (23)  | 6     | 2     | 14    | 6     | (23)  | 70    | 12.   | kiesett           | kiesett           | kiesett           | 12.      |

## Vívás
Női
| Versenyző    | Versenyszám       | Selejtező                         | 32-es főtábla     | Nyolcaddöntő      | Negyeddöntő       | Elődöntő          | Bronz- mérkőzés   | Döntő             | Helyezés |
| Versenyző    | Versenyszám       | Ellenfél Eredmény                 | Ellenfél Eredmény | Ellenfél Eredmény | Ellenfél Eredmény | Ellenfél Eredmény | Ellenfél Eredmény | Ellenfél Eredmény | Helyezés |
| ------------ | ----------------- | --------------------------------- | ----------------- | ----------------- | ----------------- | ----------------- | ----------------- | ----------------- | -------- |
| Sarah Osvath | Párbajtőr, egyéni | Katerína Szidiropúlu (GRE) · 8–15 | kiesett           | kiesett           | kiesett           | kiesett           | kiesett           | kiesett           | 38.      |